# Krummhörn

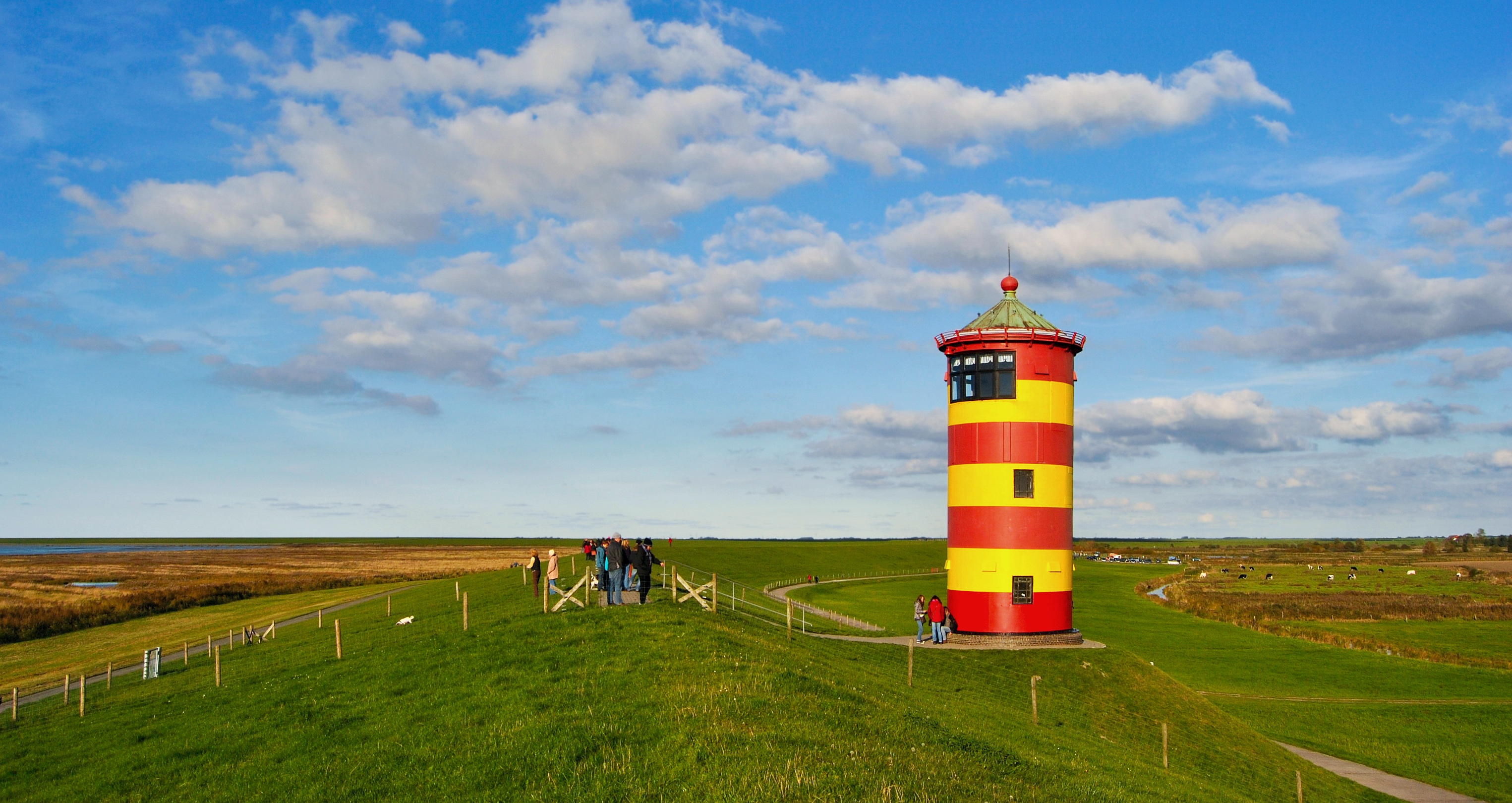
Pilsumer Leuchtturm, ein Wahrzeichen und Markenzeichen Ostfrieslands, 2010

Krummhörn ist eine Gemeinde im Landkreis Aurich in der Region Ostfriesland in Niedersachsen. Umgangssprachlich wird die Gemeinde mit Artikel die Krummhörn (mit Betonung auf der zweiten Silbe) genannt.
Landläufig wird der gesamte Landstrich südwestlich einer gedachten Linie Greetsiel–Emden als die Krummhörn bezeichnet – also das Gebiet der heutigen Kommunen Krummhörn, Hinte und Emden. Die Bezeichnung stammt aus dem Niederdeutschen und bedeutet so viel wie krumme Ecke – ein Blick auf die Landkarte verdeutlicht das: Der südwestliche Zipfel der ostfriesischen Halbinsel ragt einer Nase ähnlich nach Südwesten in die Außenems hinein. In der Vergangenheit war diese Gegend von mehreren, tief ins Land eindringenden Buchten gesäumt, so dass sich verwinkelte (krumme) Landstriche ergaben.
Die 19 Ortsteile umfassende Gemeinde hat 11.349 Einwohner, die sich auf rund 159 Quadratkilometer verteilen. Die Einwohnerdichte von ungefähr 74 pro km² ist selbst für ostfriesische Verhältnisse sehr niedrig. Ostfriesland ist mit rund 149 Einwohnern pro km² bereits dünner besiedelt als Niedersachsen (etwa 168) und Deutschland (zirka 233).
Die Krummhörn ist geprägt von Landwirtschaft und Tourismus, wobei insbesondere der Fischer- und Sielort Greetsiel eine bedeutende Rolle spielt. Sie ist jedoch in starkem Maße eine Auspendler-Gemeinde, vor allem nach Emden. Historisch hat die Krummhörn Bedeutung, da die Häuptlingsfamilie Cirksena aus Greetsiel über rund drei Jahrhunderte Grafen und später Fürsten von Ostfriesland stellte.
Kulturell ragt die Krummhörn dadurch heraus, dass in fast jedem der 19 Dörfer historische Kirchen zu finden sind, deren älteste aus dem 13. Jahrhundert stammen. Bemerkenswert ist der Vierungsturm über der Pilsumer Kreuzkirche. Einzigartig ist zudem die Zahl der historischen Orgeln auf einem so engen Raum, wobei die Orgel in Rysum aus dem Jahr 1457 zu den weltweit ältesten gehört und in ihrem Grundbestand noch erhalten ist.

## Geografie
Die Gemeinde liegt direkt am Trichter der Ems, die westlich der Krummhörn in die Nordsee mündet. Während am äußersten südlichen Teil des Krummhörner Küstenabschnittes das Fahrwasser der Ems entlang fließt, befindet sich in den nördlicheren Teilen das Wattenmeer, das als Nationalpark Niedersächsisches Wattenmeer unter Naturschutz steht und im Juni 2009 gemeinsam mit dem schleswig-holsteinischen und dem niederländischen Teil von der UNESCO zum Weltnaturerbe erklärt wurde. Nördlich der Krummhörn liegt die Leybucht.
Der Verwaltungssitz Pewsum liegt etwa zehn Kilometer nordwestlich von Emden und 15 Kilometer südlich der Stadt Norden. Die Kreisstadt Aurich liegt etwa 26 Kilometer östlich. Mit 159,2 Quadratkilometern ist die Krummhörn flächenmäßig die fünftgrößte Kommune Ostfrieslands und die zweitgrößte des Landkreises Aurich. Lediglich die Kreisstadt selbst ist größer. Die größte Nord-Süd-Ausdehnung zwischen der Landspitze Leyhörn im Norden und dem Knockster Tief im Süden beträgt knapp 20,4 Kilometer, die größte Ost-West-Ausdehnung zwischen den Uttumer Meeden an der Grenze zur Gemeinde Hinte im Osten und dem Seedeich südwestlich von Manslagt beträgt rund 12,1 Kilometer.
Die Krummhörn wird von zahlreichen Entwässerungsgräben und Kanälen durchzogen, darunter das Knockster Tief, das Alte Greetsieler Sieltief und das Neue Greetsieler Sieltief. Breitere Entwässerungsgräben verbinden zudem eine Vielzahl von Höfen mit den Tiefs, so dass sich ein enges Netz von Wasserwegen ergibt, das in der Vergangenheit die Hauptlast des Verkehrs trug und heute vom Bootstourismus genutzt wird.
Wie die meisten Gemeinden in Marschgegenden ist die Krummhörn kaum bewaldet. Natürlich gewachsener Wald kommt gar nicht vor, einzelne Wäldchen finden sich lediglich nahe Gehöften oder als Park wie bei der Osterburg in Groothusen. Bäume sind als Windfang zwischen einzelnen Feldern und als Einfriedungen zu finden.

### Geologie

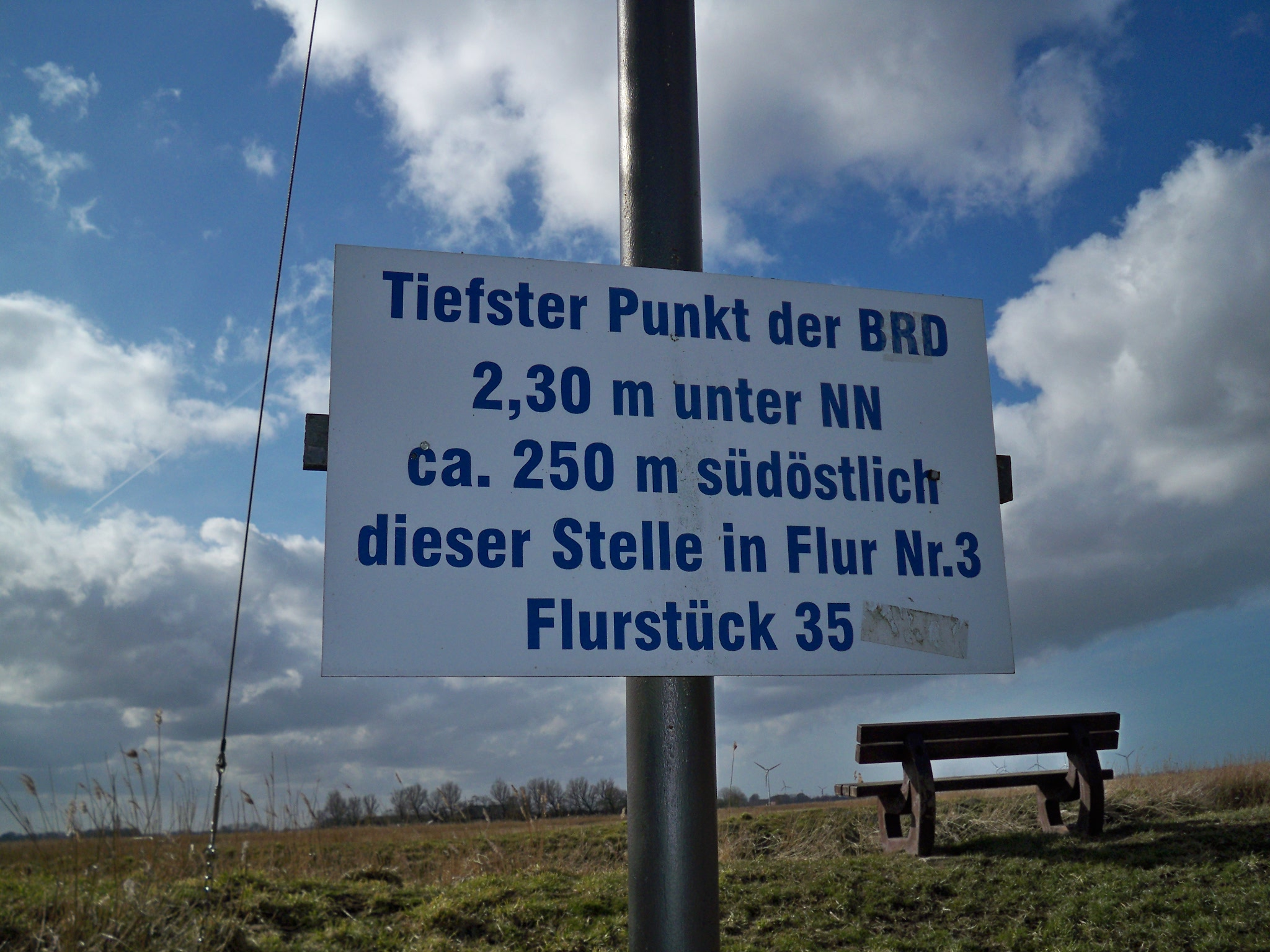
Hinweisschild auf den angeblich tiefsten Punkt Deutschlands, 2011

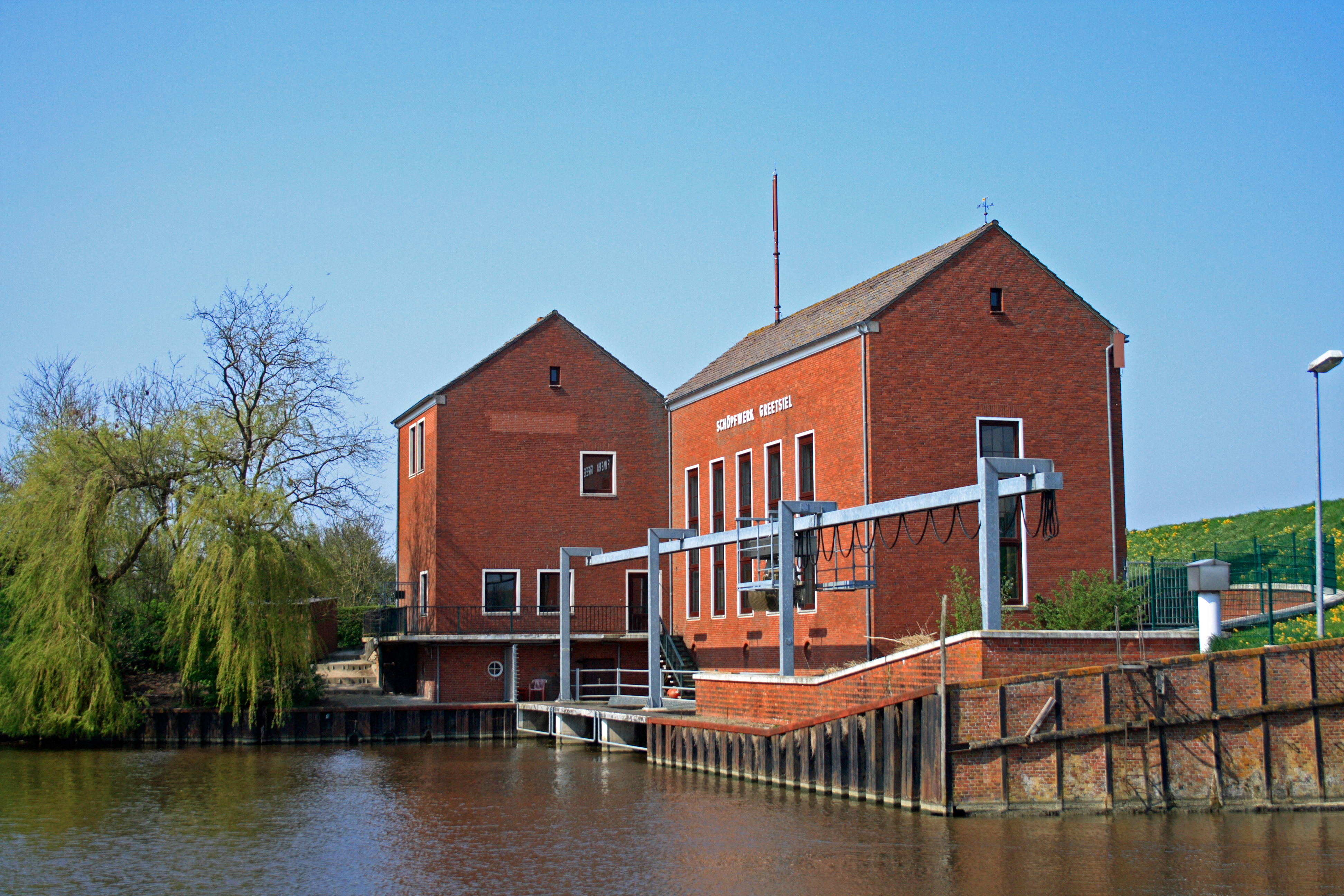
Schöpfwerk von Greetsiel, 2009

Das gesamte Gemeindegebiet liegt in der Marsch, der Boden ist großteils sehr fruchtbar mit einer hohen Bodenwertzahl. Seewärts wird das Gebiet von Deichen geschützt, da es nur unwesentlich über dem Meeresspiegel liegt.
Die Bodenverhältnisse in der Krummhörn differenzieren stark, was auf das unterschiedliche Alter der Marschböden zurückzuführen ist. Die Altmarsch besteht hauptsächlich aus für den Ackerbau schlecht nutzbaren schweren Knickmarsch- und Seemarschübergangsböden. Sie werden vorwiegend als Weide- und Grünland, also für die Milchwirtschaft genutzt. Die Jungmarschgebiete mit ihren sehr leichten und mittelschweren Seemarschböden aus Klei erlauben sowohl Milch- als auch Ackerwirtschaft und bringen hohe Erträge. So nahm beispielsweise das Amt Greetsiel bei den Erträgen der typischen Marschfrüchte wie Weizen, Hafer, Gerste, Roggen, Raps, Erbsen und Bohnen im Verhältnis zur Einwohnerzahl im Amt Greetsiel den Spitzenplatz in ganz Ostfriesland ein.
Vor allem die Altmarsch liegt zum Teil erheblich unter dem Meeresspiegel, weil die abgelagerten Sedimente durch ihr Eigengewicht, durch Zersetzungsvorgänge des darunterliegenden Moorbodens und durch Entwässerungsmaßnahmen abgesackt sind. Das trockengelegte frühere Freepsumer Meer galt mit 2,3 m unter NN lange Zeit als tiefster Punkt Deutschlands. Seit 1988 gilt jedoch eine Stelle in der Gemeinde Neuendorf-Sachsenbande in der Wilstermarsch in Schleswig-Holstein mit −3,54 m als tiefer liegend.
Das Binnenland muss entwässert werden, um bei anhaltendem Regen nicht unter Wasser zu stehen. Dazu dienen unzählige kleine Gräben sowie kleinere und größere natürliche und künstliche Kanäle (regional Tief genannt). Diese werden wiederum über zwei Schöpfwerke entwässert: Das eine befindet sich im Ortskern von Greetsiel, das andere, größere, auf Emder Stadtgebiet an der Knock. Zuständig für die Entwässerung ist der I. Entwässerungsverband Emden mit Sitz in Pewsum.

### Gemeindegliederung

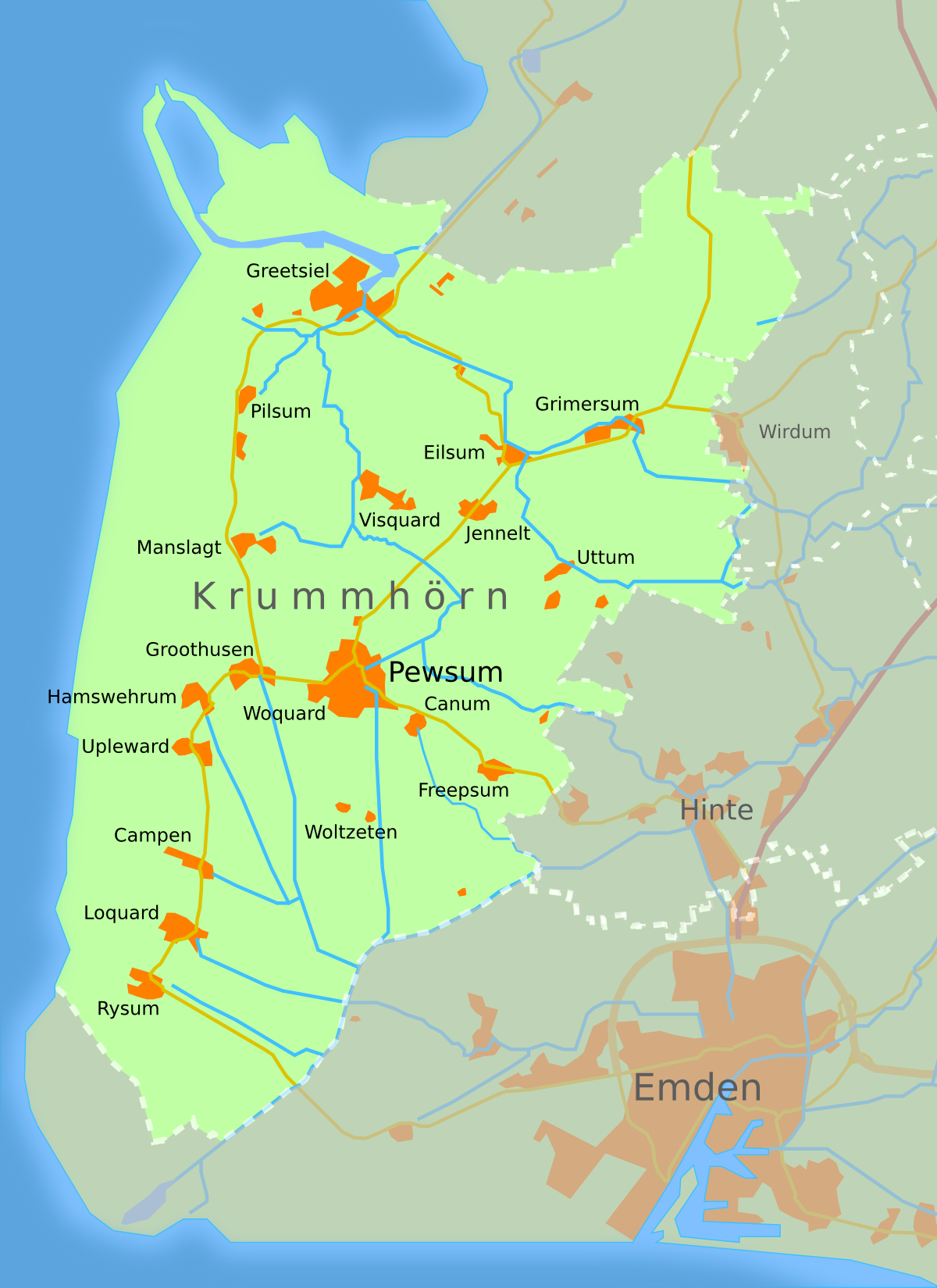
Karte der Krummhörn

Die Gemeinde Krummhörn besteht aus neunzehn Ortschaften, die bis zur kommunalen Gebietsreform 1972 selbstständige Gemeinden bildeten und aktuell noch als Gemarkungen bestehen. Jede dieser ehemaligen Gemeinden bestand aus mehreren Wohnplätzen, insgesamt mehr als 150.
Die 19 Ortsteile (Einwohnerzahlen vom 31. Dezember 2018):
| - Campen (492) - Canum (249) - Eilsum (569) - Freepsum (382) - Greetsiel (1328) - Grimersum (534) - Groothusen (448) | - Hamswehrum (472) - Jennelt (359) - Loquard (586) - Manslagt (409) - Pewsum (3202) - Pilsum (536) | - Rysum (644) - Upleward (364) - Uttum (485) - Visquard (693) - Woltzeten (202) - Woquard (186) |

Hauptort – und mit rund 3200 Bewohnern mit Abstand größter Ort – der Gemeinde ist Pewsum. Ziemlich genau ein Viertel der Krummhörner lebt dort. Greetsiel (1328 Einwohner) hat durch seine touristische Infrastruktur übergemeindliche Bedeutung.
Die anderen 17 Dörfer sind deutlich kleiner. Entlang der Landesstraße 2 reihen sich die Dörfer Rysum, Loquard, Campen, Upleward, Hamswehrum und Groothusen wie an einer Perlenschnur auf. Der Abstand zwischen den Orten beträgt teils nur wenige Hundert Meter.

### Nachbargemeinden
Die Krummhörn grenzt im Norden an die Stadt Norden, im Osten an die Gemeinde Osteel, an eine Exklave der Gemeinde Upgant-Schott, an die Gemeinde Wirdum (alle drei Samtgemeinde Brookmerland). Im Südosten folgt die Gemeinde Hinte. Diese Kommunen befinden sich alle im Landkreis Aurich. Im Süden grenzt die Gemeinde an die kreisfreie Stadt Emden. Westlich der Krummhörn liegt die Emsmündung und nordwestlich die Leybucht.
Am gegenüberliegenden Ufer der Emsmündung befindet sich die niederländische Küste zwischen der Stadt Delfzijl und Eemshaven.
Intensive Beziehungen bestehen zu Emden und Norden. Als Einkaufsorte und vor allem als Arbeitsorte haben die beiden Städte, insbesondere Emden, eine große Bedeutung für die Krummhörn.

### Klima
Die Krummhörn liegt in der gemäßigten Klimazone. Das Gemeindegebiet unterliegt hauptsächlich dem Einfluss der Nordsee. Im Sommer sind die Tagestemperaturen tiefer, im Winter häufig höher als im weiteren Inland. Das Klima ist insgesamt von der mitteleuropäischen Westwindzone geprägt.
Nach der effektiven Klimaklassifikation von Wladimir Peter Köppen befindet sich die Krummhörn in der Einteilung Cfb.
- Klimazone C: Warm-Gemäßigtes Klima
- Klimatyp Cf: Feucht-Gemäßigtes Klima
- Klimauntertyp b: warme Sommer

Die nächstgelegene Wetterstation befindet sich in Emden.
|                        | Jan  | Feb  | Mär  | Apr  | Mai  | Jun  | Jul  | Aug  | Sep  | Okt  | Nov | Dez  |   |     |
| Mittl. Temperatur (°C) | 1,3  | 1,5  | 4,1  | 7,3  | 11,8 | 14,9 | 16,4 | 16,3 | 13,7 | 10   | 5,6 | 2,6  | ⌀ | 8,8 |
|                        |      |      |      |      |      |      |      |      |      |      |     |      |   |     |
| Niederschlag (mm)      | 67,1 | 45,5 | 62,3 | 48,6 | 60,2 | 70,5 | 82,1 | 72,8 | 66,6 | 72,8 | 83  | 73,5 | Σ | 805 |
|                        |      |      |      |      |      |      |      |      |      |      |     |      |   |     |
| Sonnenstunden (h/d)    | 1,32 | 2,57 | 3,61 | 5,36 | 6,77 | 6,6  | 6,26 | 6,35 | 4,73 | 3,09 | 1,9 | 1,03 | ⌀ | 4,1 |

|  |

|  |

|  |

|  |

|  |

|  |

|  |

|  |

|  |

|  |

|  |

|  |

|  |

|  |

|  |

|  |

|  |

|  |

|  |

|  |

|  |

|  |

|  |

|  |

### Schutzgebiete

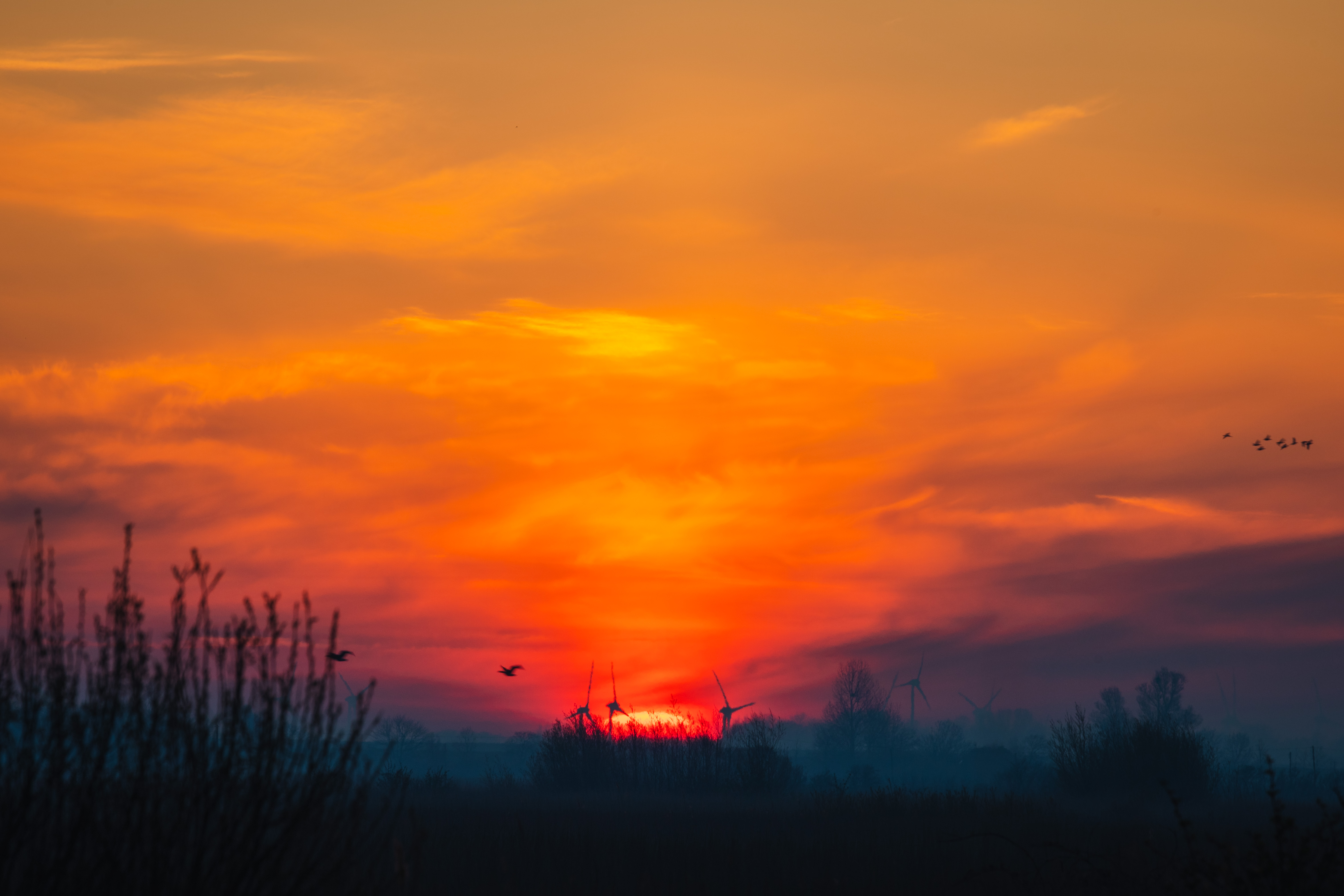
Sonnenaufgang in den Hauener Pütten im Naturschutzgebiet Leyhörn

An der Nordwestspitze der Krummhörn bei Greetsiel befindet sich das Naturschutzgebiet „Leyhörn“. Es wurde als Ausgleichsmaßnahme beim Bau des Leysiels angelegt. Das Gebiet ist rund 650 Hektar groß, davon 400 Hektar neu geschaffene Biotope und Wiesen. Die Leyhörn und die angrenzende Leybucht gelten als „Brut- und Rastgebiet internationaler Bedeutung, beispielsweise für Nonnen- und Ringelgänse. Austernfischer sind dort ebenso zu beobachten wie die seltenen Löffler.“ Ebenfalls nahe Greetsiel befindet sich ein 65 Hektar großes Naturschutzgebiet, das nach dem Aushub des Kleis für den Deichbau an der Leyhörn entstand. Das Gelände wurde vernässt und dient ebenfalls als Vogelrastgebiet. Insgesamt 5776 Hektar Fläche sind in der Krummhörn als EU-Vogelschutzgebiet ausgewiesen. Ein geringerer Teil dieses Gebiets liegt auf dem Gebiet der Nachbarkommunen Emden und Hinte. Die Fläche erstreckt sich von der Spitze der Leyhörn am Deich entlang bis Rysum und schließt auch weiter im Binnenland gelegene Flächen zwischen Greetsiel und Pilsum sowie beiderseits des Knockster Tiefs bis Groß-Midlum ein. Als Landschaftsschutzgebiet ist der Park bei der Osterburg in Groothusen verzeichnet, als Naturdenkmal ein Wäldchen in Grimersum.

## Geschichte
Die Gemeinde Krummhörn ist relativ jung. Sie entstand am 1. Juli 1972 durch Zusammenschluss früher selbstständiger Gemeinden, die heute die neunzehn Ortsteile der Gemeinde bilden.

### Besiedlung

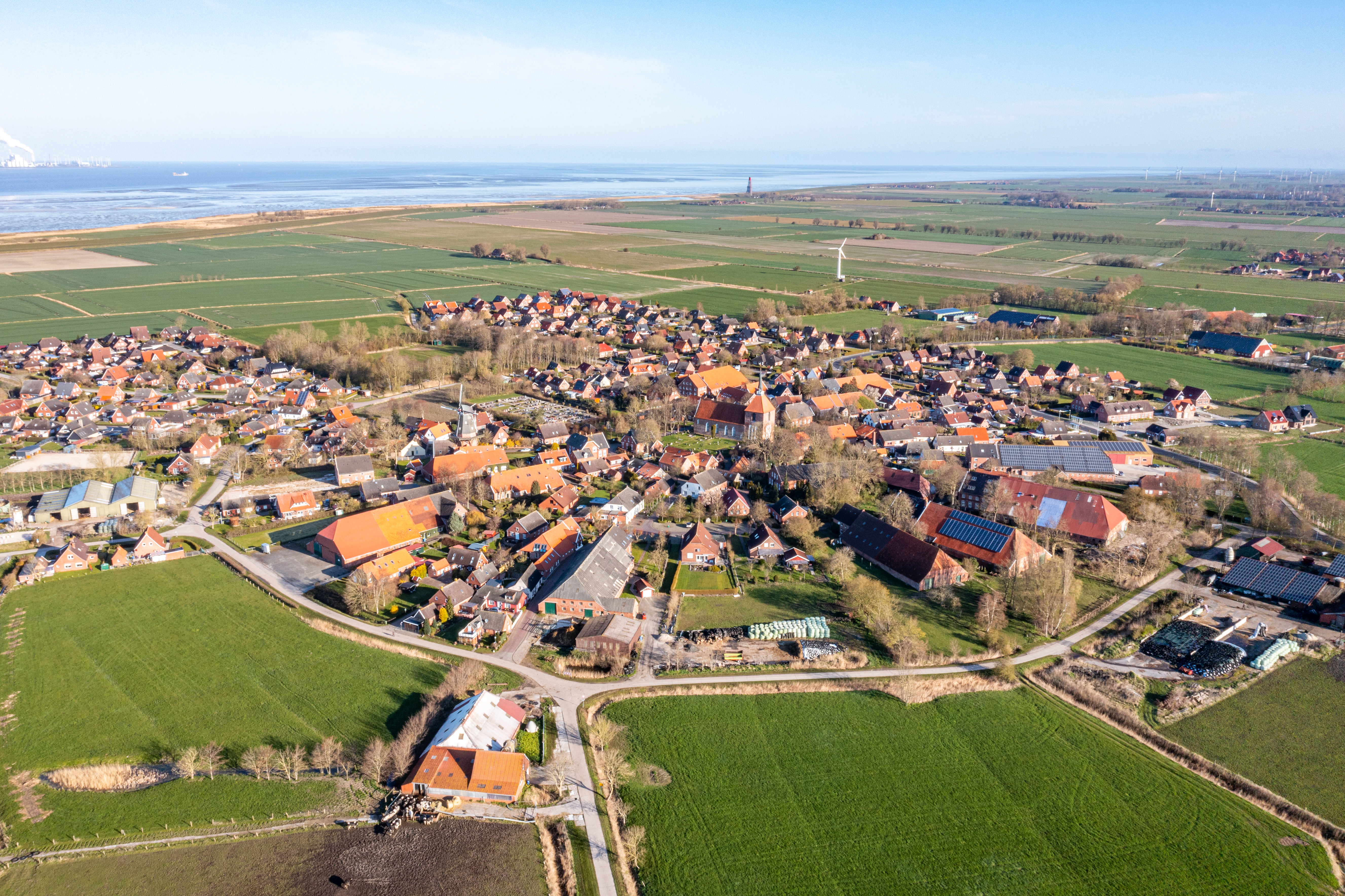
Warftendorf Rysum

Die Geschichte der Besiedelung der Region reicht weit zurück. Davon zeugen Funde aus der Steinzeit und der römischen Kaiserzeit. Die ersten Dörfer wurden zu einer Zeit, als das Land noch nicht mit Deichen vor dem Meer geschützt war, auf Warften angelegt. Die damals angelegten Entwässerungsgräben, die so genannten Tiefs, folgen in der Krummhörn offenbar weitgehend natürlichen Ablaufrinnen und sind dementsprechend ungerade. Später angelegte Siedlungen in der Marsch zeichnen sich hingegen durch schnurgerade angelegte Tiefs aus. Besiedelt wurde zunächst der Bereich des ehemaligen Ufersaumes. Hier errichteten die Bewohner in urgeschichtlichen Zeiten Warften an günstigen Stellen der noch unbedeichten Marsch. Damit konnten sie die fruchtbaren Kleiböden nutzen und hatten über weit ins Landesinnere reichende Priele zugleich Zugang zum Meer.
Die meisten dieser Warften wurden in der Völkerwanderungszeit aufgegeben. Erst ab dem 8. Jahrhundert schließlich wurde die Region durch Friesen besiedelt, wovon zahlreiche Funde zeugen. Dabei wurden alte Warften übernommen und neu bebaut oder neue errichtet. Zumeist waren dies bäuerliche Siedlungen mit runden oder länglich-runden Umrissen. In dieser Zeit entstanden aber auch erstmals reine Handelssiedlungen auf Langwarften, sogenannte Wiksiedlungen, so in Grimersum, Groothusen und Emden. Während Emden sich aufgrund seiner Lage an der Ems zu einer Hafenstadt entwickeln konnte, verloren Grimersum und Groothusen ihre Bedeutung als Handelsorte nach dem Deichbau, der um das Jahr 1000 einsetzte. Die meisten Krummhörner Dörfer entstanden jedoch als Rundwarften, in Rysum am besten erkennbar.

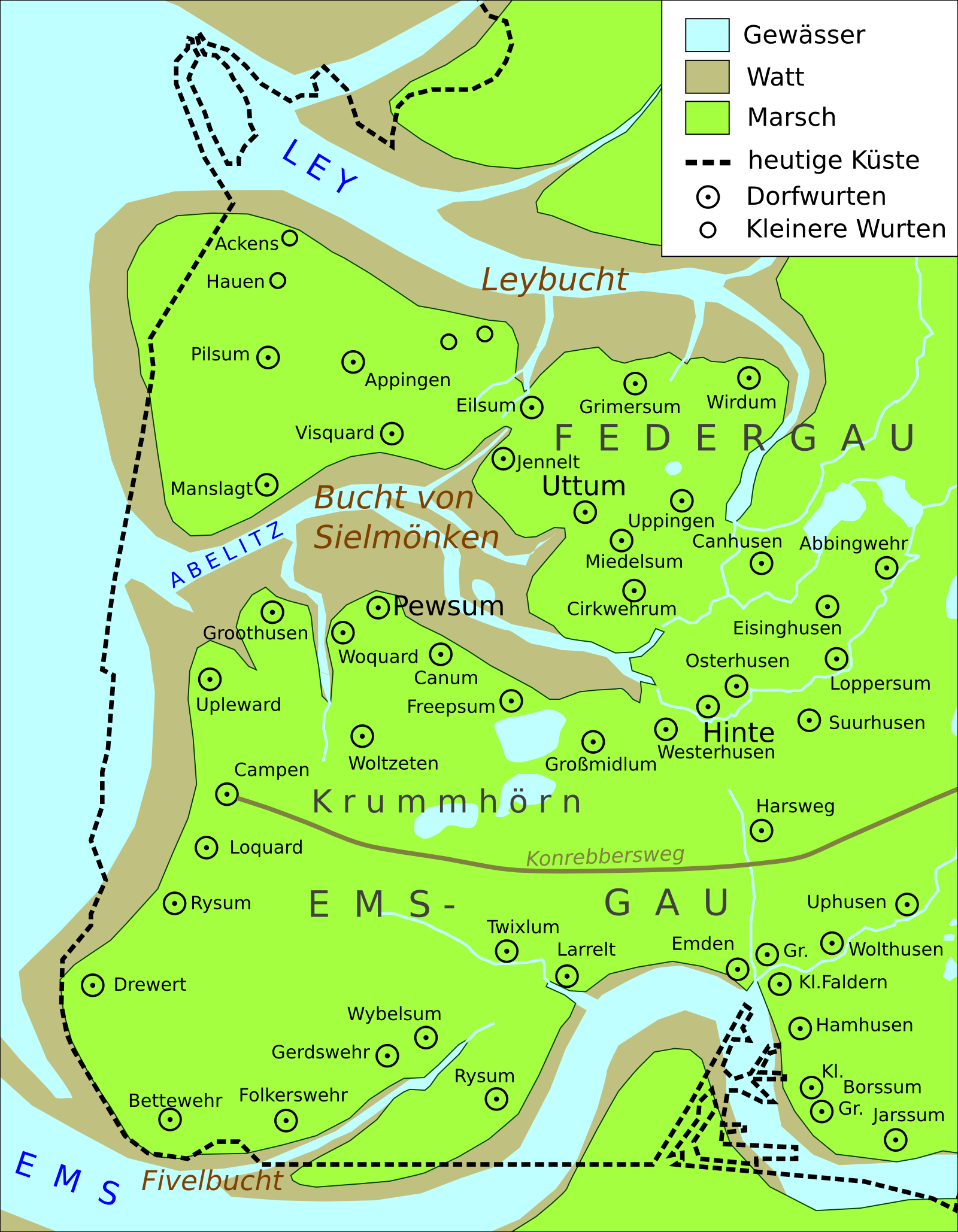
Karte der Krummhörn um 800

Im frühen Mittelalter reichte die Krummhörn von der Emsmündung bis zur Bucht von Sielmönken, die sie vom noch weiter nördlich liegenden Federgau trennte. Heutzutage ist die Bucht verlandet beziehungsweise dem Meer bis etwa 1300 durch stetige Eindeichungen abgerungen worden. Ebenfalls nicht mehr vorhanden ist die im Süden der Krummhörn liegende Fivelbucht. Fast alle Ortschaften der Krummhörn liegen an den Ufern dieser historischen Buchten und an der Nordsee im Westen. Erst mit dem Deichbau wurde eine Besiedelung außerhalb der Warften möglich.

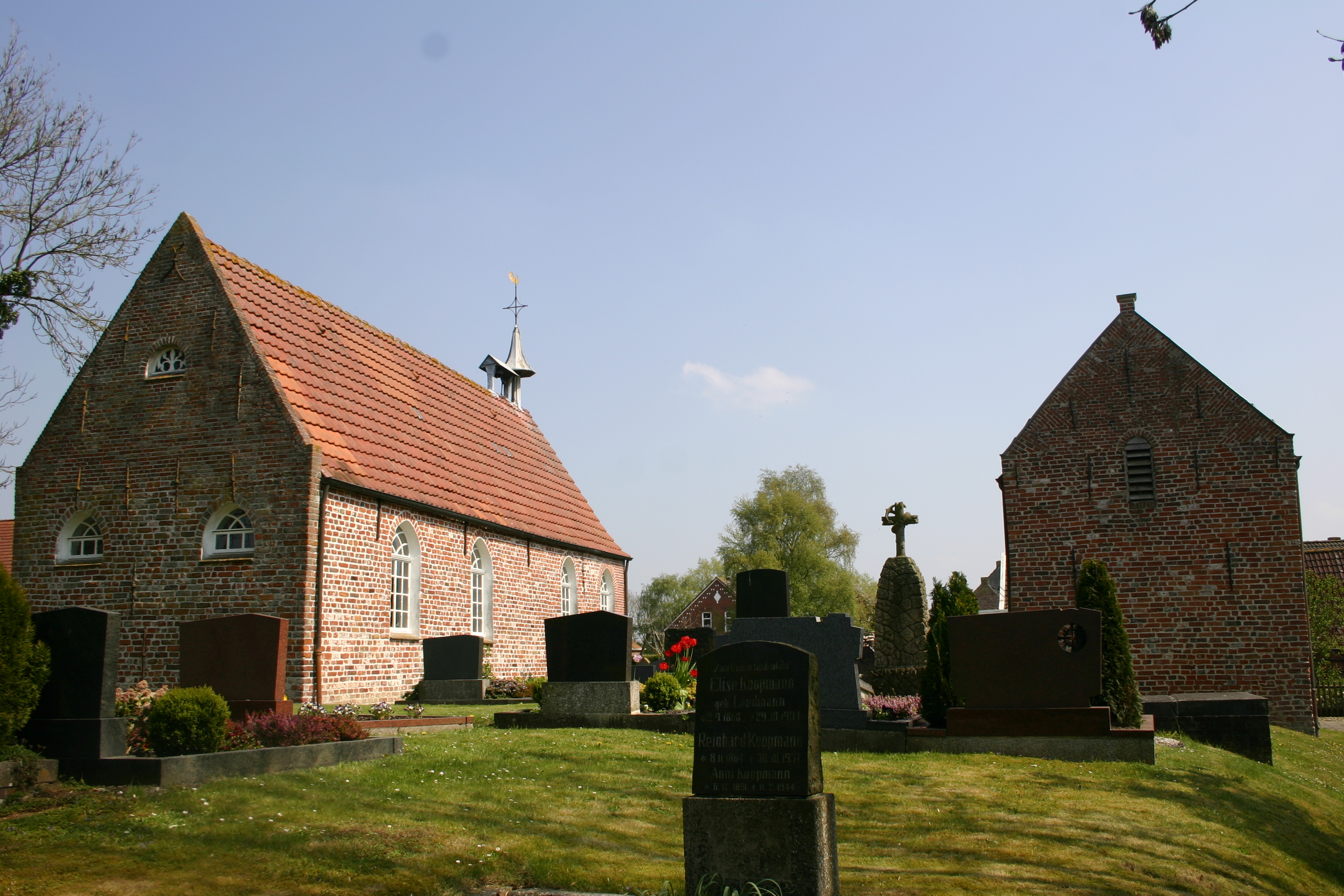
Die auf einer Warft errichtete Kirche von Woltzeten

Vor allem im Bereich der Leybucht wurden die Bemühungen um dauerhafte Landgewinnung immer wieder vereitelt. Nach den Sturmfluten von 1374 und 1376 erreichte die Bucht mit einer Fläche von gut 129 Quadratkilometern ihre größte Ausdehnung und reichte von Greetsiel im Westen bis Marienhafe im Osten und vom Rand der Stadt Norden bis nach Canhusen im Süden. Über die Jahrhunderte wurde sie allmählich eingedeicht, bis sie in den 1950er Jahren ihre heutige Größe erreichte.
Von Campen aus verlief der Konrebbersweg, eine Durchgangsstraße, die vorbei an Emden, dem Großen Meer über Aurich bis nach Wittmund führte. Heute ist der Emder Stadtteil Conrebbersweg nach diesem alten Heerweg benannt.

### Zeit der Häuptlinge und der Cirksenas

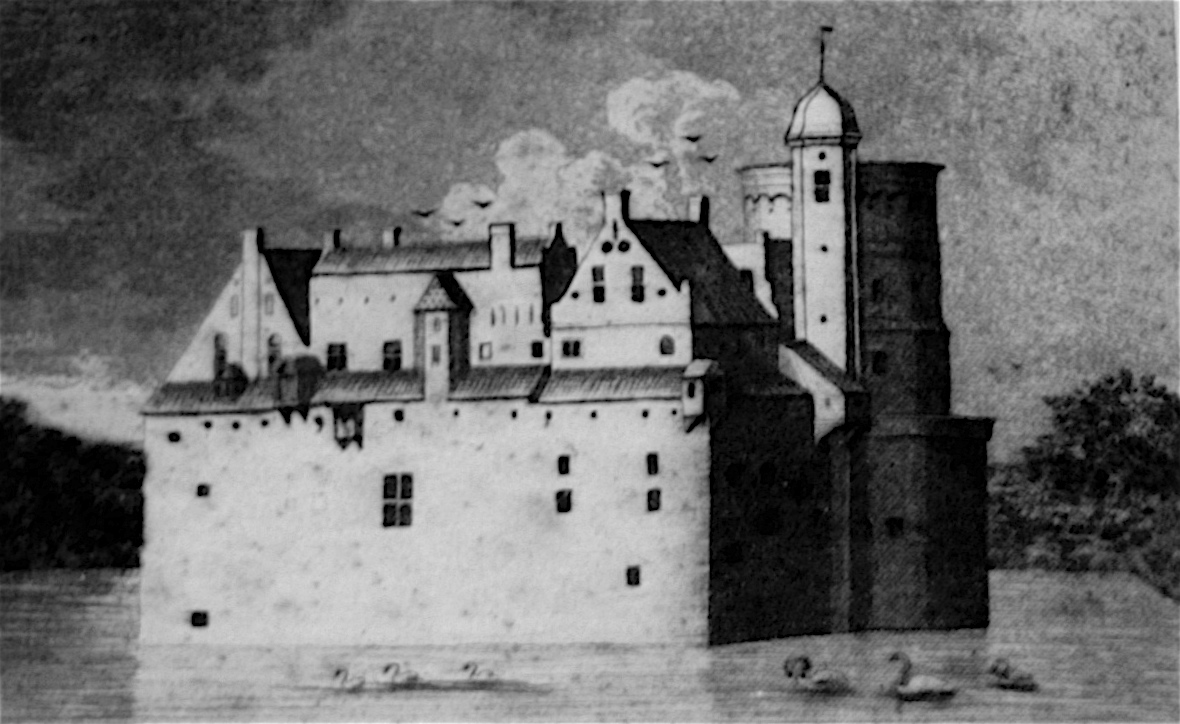
Burg Greetsiel, Stammsitz der Cirksena

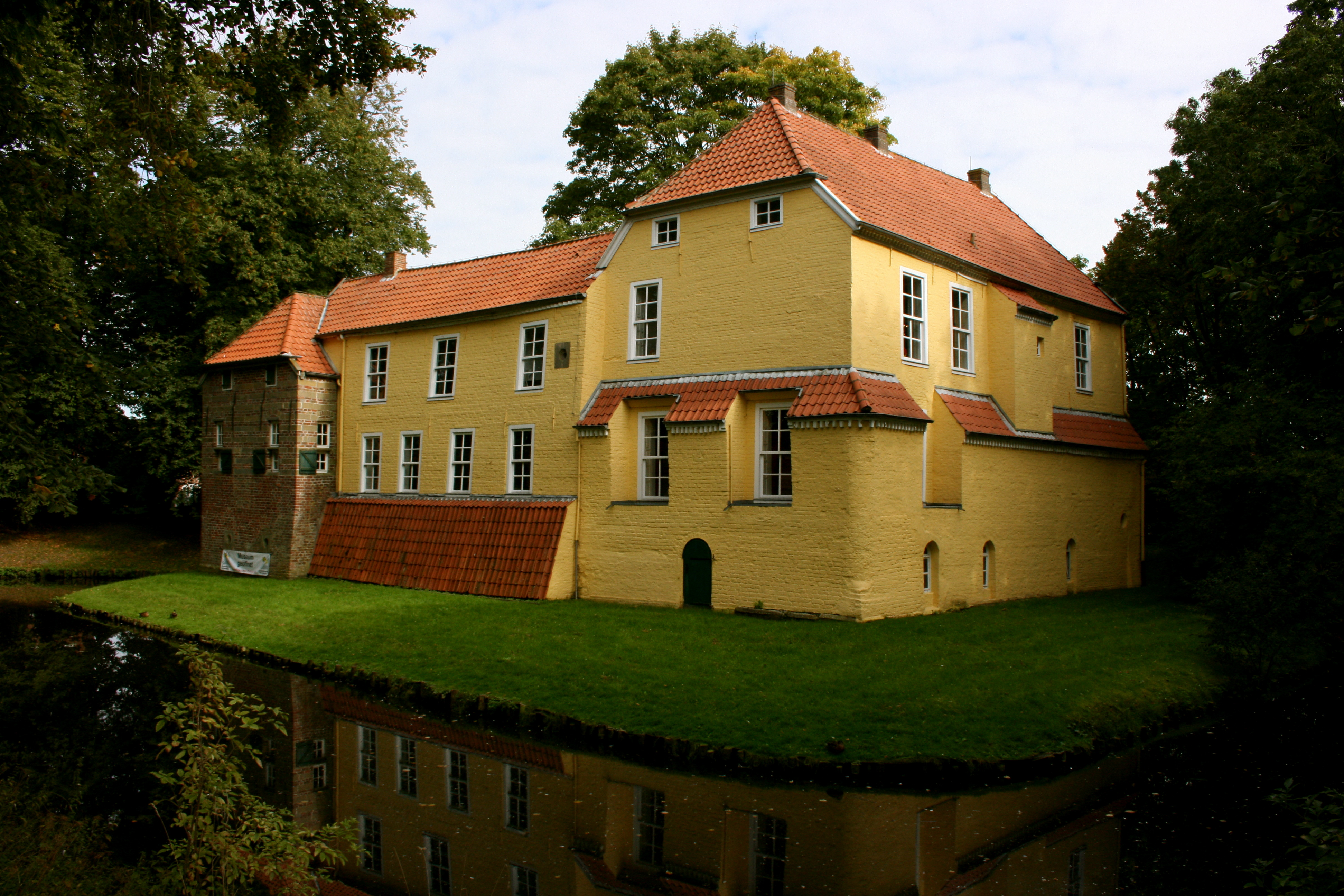
Die Manningaburg in Pewsum im heutigen Zustand

Der fruchtbare Marschboden bildete die Grundlage für den großen Wohlstand der Bauernschaft in der Krummhörn bereits seit dem ausgehenden Mittelalter. Vom 13. bis 14. Jahrhundert entstanden in fast allen Orten der Krummhörn Häuptlingsburgen der reichsten Familien aus dem Bauernstand, deren Besitzer schon bald die Seeräuberei der Vitalienbrüder unterstützten, bis eine Strafexpedition der Hanse, die mit der Zerstörung zahlreicher Burgen einherging, diesem Unwesen ein Ende setzte. Als Macht- und Handelszentren in der Krummhörn entwickelten sich Greetsiel und Pewsum, in deren Umland die Häuptlingsfamilien Cirksena und Manninga über großen Landbesitz verfügten. Beide Orte waren auch stärker gewerblich ausgerichtet als ihre landwirtschaftlich geprägten Umlandgemeinden.
Die nördliche Krummhörn war die Basis der Häuptlingsfamilie Cirksena, die ihren Stammsitz auf der Burg Greetsiel hatte, zur Herrschaftsbildung in Ostfriesland. Unter ihrer Regierung (ab 1464 Reichsgrafschaft) wurde Ostfriesland in elf Ämter eingeteilt, die Vorläufer der heutigen Landkreise. Aus den Kirchspielen entwickelten sich in den folgenden Jahren politische Gemeinden. Die nördliche und nordwestliche Hälfte der Krummhörn zählte fortan zum Amt Greetsiel, die südöstliche zum Amt Emden, das die Seehafenstadt selbst einschloss. Dazwischen lagen das kleine Amt Pewsum und die sich nördlich beziehungsweise südlich anschließenden Herrlichkeiten Jennelt und Rysum, die erst 1807 dem Amt Pewsum zugeschlagen wurden. Im Jahr 1565 fiel auch Pewsum an die Cirksena, die die dortige Manningaburg als Sommer- und Witwensitz nutzten.
Größere Eindeichungen wurden im 14./15. Jahrhundert und noch einmal 1603 vorgenommen. Eine Meeresregression hat dies nach Ansicht von Forschern wahrscheinlich begünstigt. Im Norden des heutigen Gemeindegebietes wurde 1603 der Schoonorther Polder eingedeicht. Durch ihn wurden der Leybucht 418 Hektar neue Landwirtschaftsfläche abgerungen. Die Weihnachtsflut 1717 beschädigte den Deich, das Land wurde überflutet und später wieder zurückgewonnen. Im 16. und 17. Jahrhundert entstand der Typus des Gulfhauses. In der Krummhörn wurde dieser Haustyp infolge reicher Erntejahren zumeist in größerer Bauweise errichtet. Die Backsteine wurden zumeist im Feldbrand hergestellt.
Im 17. und 18. Jahrhundert war die Gegend mehrfach Schauplatz kriegerischer Auseinandersetzungen. Während des Dreißigjährigen Krieges wurde die Krummhörn mehrmals von auswärtigen Truppen besetzt. So im Jahr 1623 durch die Truppen des protestantischen Heerführers Ernst von Mansfeld, ihnen folgten 1637 die Hessen, die bis 1651 blieben. Auch während des Appell-Krieges 1727 fanden Auseinandersetzungen in der Krummhörn statt.
Außer den langwierigen Folgen der Kriege und der Weihnachtsflut von 1717 wurde Ostfriesland in der ersten Hälfte des 18. Jahrhunderts durch niedrige Getreidepreise in Europa und Viehseuchen belastet. Darunter litt eine landwirtschaftlich geprägte Gegend wie die Krummhörn erheblich.

### Erste preußische Herrschaft

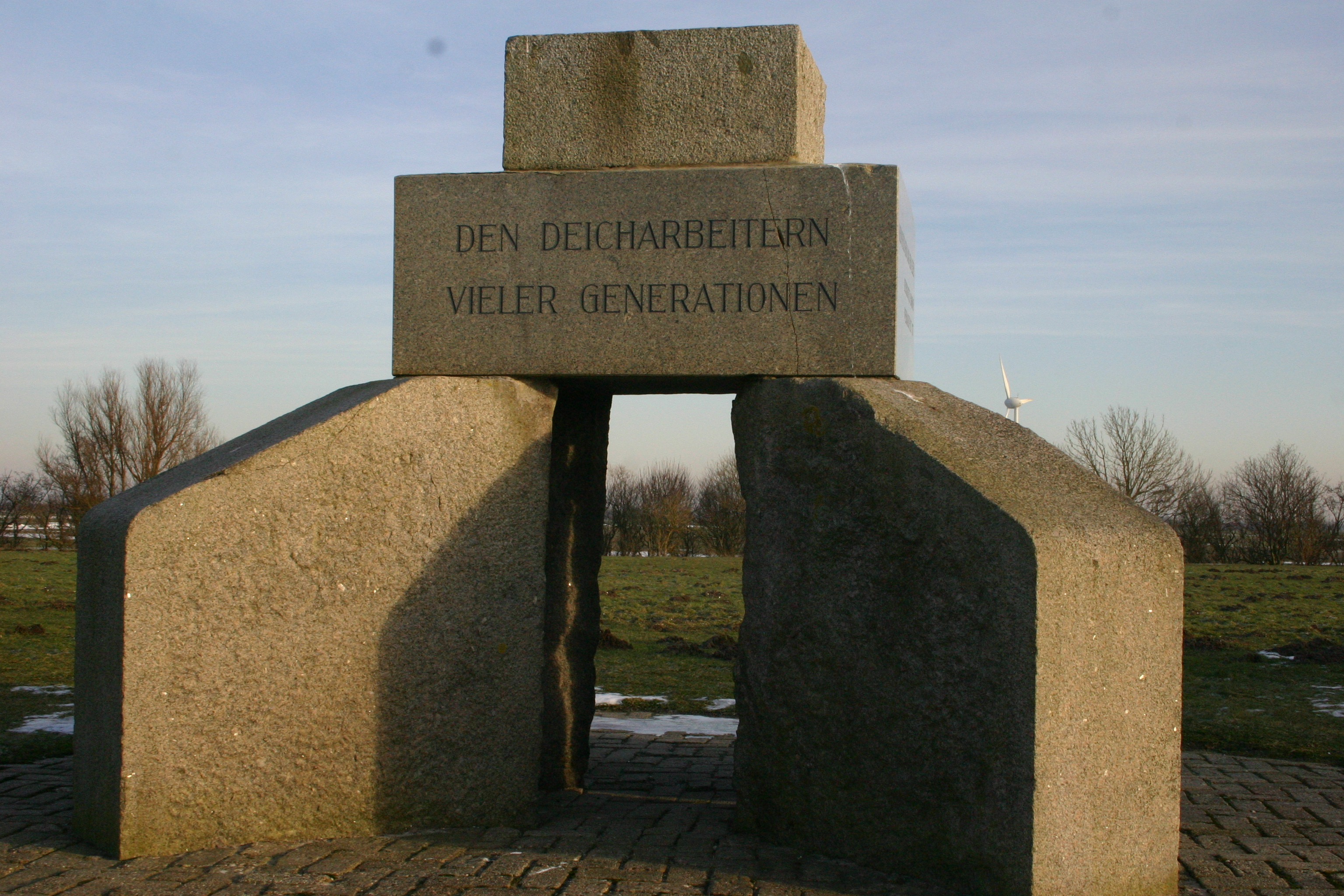
Denkmal für Deicharbeiter am Diekskiel nahe Pilsum

Im Jahr 1744 fiel Ostfriesland durch eine Exspektanz an das Königreich Preußen. Der preußische Staat förderte in den folgenden Jahrzehnten den Landesausbau Ostfrieslands – besonders durch Moorkolonisierung, aber auch durch Eindeichungen. Auch auf dem heutigen Krummhörner Gebiet wurden mehrere Polder eingedeicht. Darunter sind der Magotspolder (1768, 85 ha), der Hagenpolder (1770, 133 ha) und der Angernpolder (1804, 49 ha). Auf den neu eingepolderten Flächen wurden unter anderem Staatsdomänen eingerichtet.
Die Krummhörn wurde während des Siebenjährigen Krieges zweimal von fremden Truppen besetzt. Truppen der französischen Generale Dumourier und d’Auvet besetzten den Landstrich 1757, der Marquis de Conflans 1761. Die Besatzer verlangten Naturalleistungen und Kontributionen.
Wie im restlichen Preußen wurde auch in der Krummhörn mit ihren fruchtbaren Jungmarschböden die Kartoffel heimisch. Die Viehbestände erhöhten sich bis zur Jahrhundertwende 1800 und erreichten nach Flut und Seuchen wieder das Niveau vom Beginn des Jahrhunderts. Auch der Pferdebestand „lag bereits an der Grenze dessen, was der Markt verlangte“. Käufer für Vieh und Pferde kamen auch von außerhalb Ostfrieslands.
Die landwirtschaftlichen Exporte stiegen in den Jahren nach 1770 an. Unter anderem wurden größere Mengen Hafer nach England exportiert. Dies traf vor allem während des Amerikanischen Unabhängigkeitskrieges und der Französischen Revolutionskriege zu.

### Die Krummhörn bis zur Reichsgründung

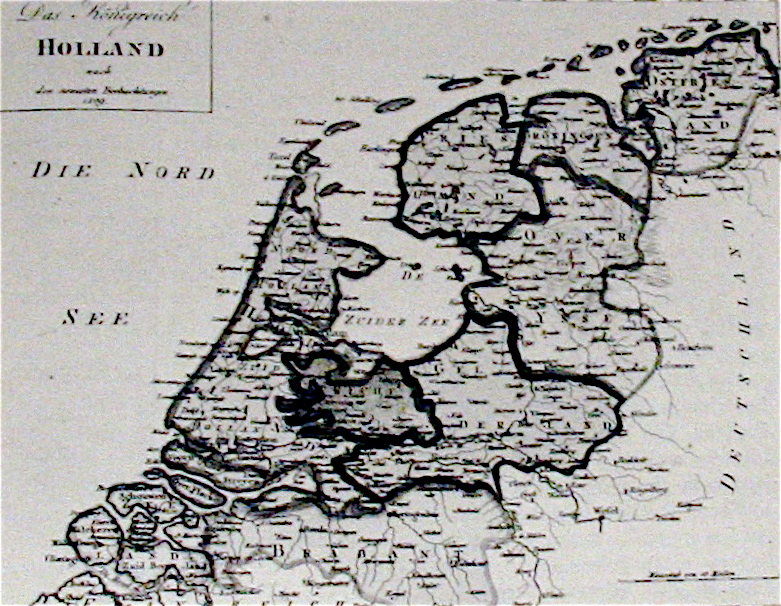
Karte des Königreichs Holland mit Ostfriesland (rechts oben)

1806 fiel ganz Ostfriesland an das Königreich Holland. Die ein Jahr zuvor verhängte Kontinentalsperre traf den Handel mit landwirtschaftlichen Produkten, die nach England ausgeführt wurden, empfindlich. 1810 wurde der Landstrich als Département Ems-Oriental Frankreich angegliedert, kam nach der Niederlage Napoleons kurzzeitig wieder zu Preußen, wurde im Wiener Kongress dann aber dem Königreich Hannover zugeschlagen.
Im 19. Jahrhundert verlor die Krummhörn bei einer Auswanderungswelle einen erheblichen Teil ihrer Bevölkerung. Während in den größeren Orten Greetsiel und Pewsum rund 10 Prozent abwanderten, belief sich die Quote in kleineren Orten wie Rysum, Manslagt oder Pilsum auf zirka 30 Prozent. Aufgrund der Erbteilsregelung, die dem jüngsten Sohn den Hof überließ, waren es insbesondere dessen ältere Brüder, die sich oft anderenorts ansiedelten. Auch heirateten Schwestern oft anderenorts ein. Auch viele Landarbeiter-Kinder, zumal sie räumlich noch am flexibelsten waren, wanderten in großer Zahl aus. Auswanderer in die USA ließen sich vor allem in den Bundesstaaten Iowa und Illinois nieder.
Ein Hintergrund für die Abwanderung von Landarbeitern war die sich durch jahrhundertelange Segregation gebildete Schichtung, die in der Krummhörn fast nur aus Ober- und Unterschicht bestand. Eine Mittelschicht, etwa aus Handwerkern und kleinen Gewerbetreibenden, fehlte fast völlig. Ausnahmen bildeten lediglich die größeren Orte Pewsum und Greetsiel und auch das nur in bescheidenem Rahmen. Zur Auswanderungswelle beigetragen haben letztlich auch Agrarkrisen mit sinkenden Preisen für Getreide, was für die Landwirtschaft, für Bauern ebenso wie für deren Mägde, Knechte sowie hoffremde Landarbeiter Einkommens- oder gar Arbeitsplatzverlust bedeutete. Dramatische Preiseinbrüche gab es beispielsweise Anfang der 1820er Jahre. Schäden richtete zudem die Februarflut 1825 an den Feldern an. Die Versalzung infolge der Sturmflutschäden war erheblich. Überflutungen gab es in den neueren Poldern im Norden des heutigen Gemeindegebiets. Ein weiterer Grund war eine zunehmende Entfremdung zwischen dem Bauern und den Landarbeitern. War es Anfang des 19. Jahrhunderts noch üblich, dass die Arbeiter mit der Bauersfamilie den Tisch teilten und der Bauer sich für „seine“ Arbeiter verantwortlich fühlte, so ging das Verhältnis bis zur Mitte des Jahrhunderts mehr und mehr in ein unpersönliches Arbeitgeber-Arbeitnehmer-Verhältnis ohne gesellschaftliche Bindung über.
Im Jahr 1859 wurden die Ämter Greetsiel und Pewsum vereinigt. Amtssitz wurde die Burg in Pewsum. Als Preußen im Deutschen Krieg das Königreich Hannover annektierte, kam die Krummhörn mit Ostfriesland wieder an Preußen.

### Im Kaiserreich

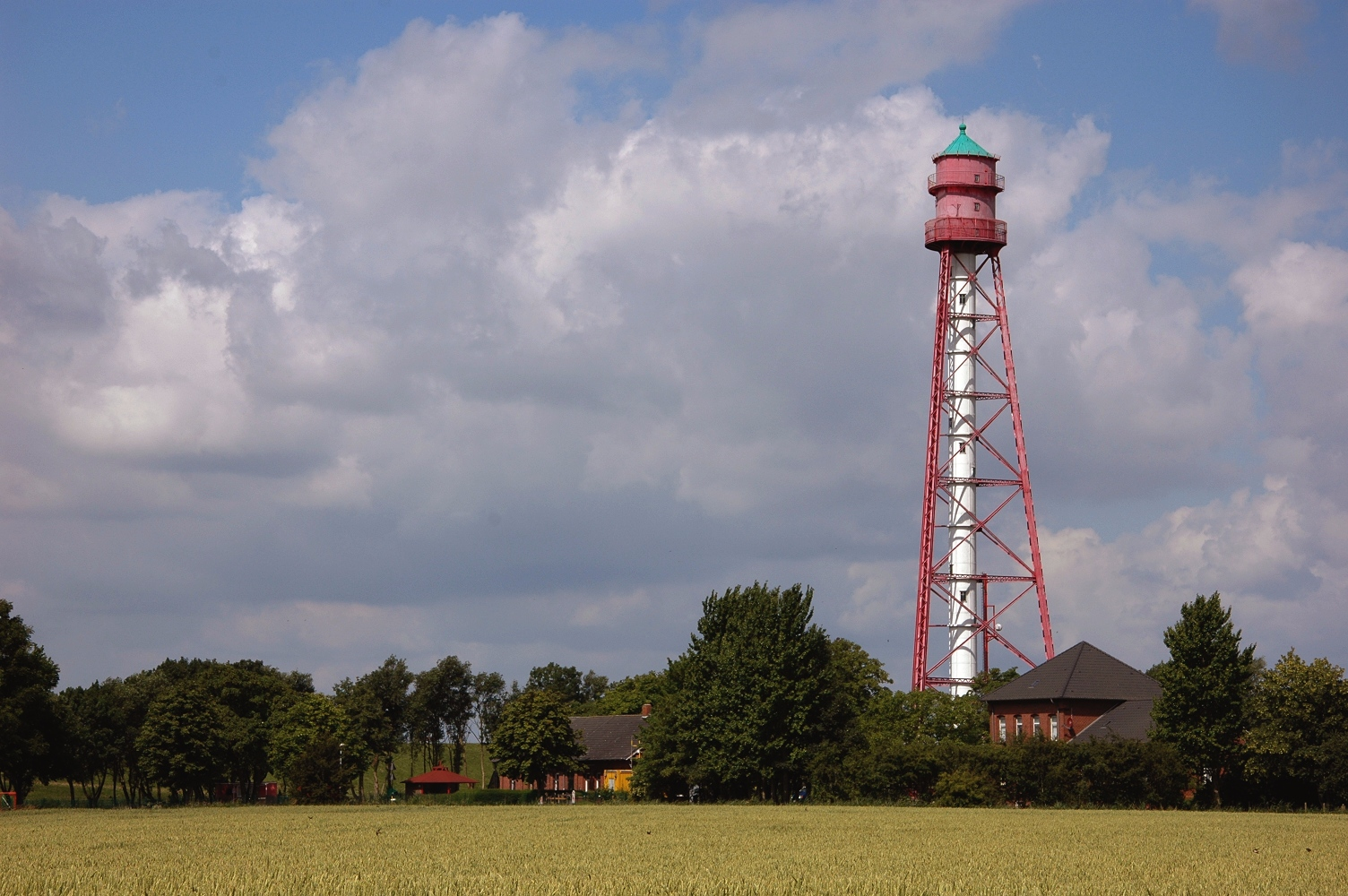
Im Jahr 1889 errichtet: Leuchtturm Campen

Bei der preußischen Gemeindereform 1885 kam das vorliegende Gebiet zum Kreis Emden. 1899 erfolgte der Anschluss der Krummhörn an das Bahnnetz durch den Bau der schmalspurigen Kreisbahn Emden–Pewsum–Greetsiel. Die Kleinbahnstrecke wurde jedoch 1963 stillgelegt.
Während des gesamten 19. Jahrhunderts und auch bis ins 20. Jahrhundert hinein gab es große soziale und wirtschaftliche Gegensätze zwischen reichen Großbauern und armen Landarbeitern. Für die Krummhörn kann festgestellt werden, was auch für andere ostfriesische Marschgemeinden galt: „In der Marsch wirkten sich die sozialen Unterschiede besonders scharf und hart aus: Auf der einen Seite zähe und stolze Bauern, Herren durch und durch, auf der anderen Seite die Tagelöhner. Auch sie gleichen Stammes und den Bauern an Stolz nicht nachstehend, aber wirtschaftlich in drückender Abhängigkeit.“
In Berichten von Landarbeitern heißt es, dass die Arbeitstage von 4 bis 18 Uhr dauerten, unterbrochen von einer eineinhalbstündigen Mittagspause. Die Landarbeiter schliefen, so sie kein eigenes (und wenn doch, ein zumeist sehr ärmliches) Häuschen besaßen, oftmals mit dem Vieh im Stall. Schon mit etwa 13 Jahren, direkt nach dem Schulbesuch, wurde der Nachwuchs über sogenannte „Gesindemakler“ an Bauern vermittelt. Neben anderen gesundheitlichen Problemen war auch Alkoholismus weit verbreitet.
Zur Sicherung der Schifffahrt auf der Ems errichtete der Staat 1889 sowohl den Campener als auch den Pilsumer Leuchtturm. 1913 wurde das Gebiet der heutigen Gemeinde durch Eindeichungen erneut erweitert. Bei der Eindeichung des Schoonorther Polders 1913 wurden der Leybucht 377 Hektar Land abgerungen.

### Weimarer Republik und Nationalsozialismus
Das Ende des Ersten Weltkrieges führte zu einem politischen Erwachen der Unterschicht. Auch wenn die Novemberrevolution in Ostfriesland hauptsächlich auf die Städte und auch hier nur auf eine Minderheit der Einwohner beschränkt war. In der ländlichen, eher konservativ ausgerichteten Bevölkerung Ostfrieslands konnten sich die Arbeiter- und Soldatenräte nicht etablieren, so lösten sie sich dort nach der Wahl zur Weimarer Nationalversammlung nach und nach auf. In der Krummhörn jedoch organisierten sich die Arbeiter und gründeten erstmals einen Landarbeiterverband als Interessenvertretung. Dies führte zu einer noch tiefergehenden Spaltung der Gesellschaft, auf der sich die konservativ wählenden Gutsbesitzer den sozialdemokratischen oder weiter links stehenden Landarbeitern gegenüberstanden.
Während der Inflationszeit verschlechterte sich die wirtschaftliche Lage der besitzenden Bauern erheblich. Die Inflation hatte die Kapitalreserven der Bauern vernichtet. In der Folge schwand ihre Kreditwürdigkeit, und notwendige Investitionen konnten nicht getätigt werden. Durch die Schwächung der allgemeinen Kaufkraft waren sie auch auf der Einnahmenseite hart getroffen. In dieser Situation sahen sie sich dann zusätzlich noch Lohnforderungen der Landarbeiter ausgesetzt, die im Jahre 1923 während der Erntezeit streikten. Dabei kam es in der Krummhörn auch zu Handgreiflichkeiten gegenüber den Bauern. Diese setzten als Gegenreaktion Streikbrecher ein.
Während industrialisiertere Regionen und Städte erst später von der Weltwirtschaftskrise getroffen wurden, ergriff diese das landwirtschaftlich geprägte Ostfriesland und die Krummhörn jedoch. Ab 1924 kam es zu einem starken Preisverfall bei Agrarprodukten um bis zu 40 Prozent. Dies führte zu einem erdrutschartigen Erstarken des rechten Spektrums bei den Wahlen. Während hier in den 1920er-Jahren noch die DNVP dominierte, übernahm in den 1930er-Jahren zunehmend die NSDAP die Führung. Dennoch lagen die Stimmenanteile der NSDAP in der Krummhörn im niedersächsischen Durchschnitt. An wenigen Orten, etwa Hamswehrum, dominierte gar das linke Spektrum aus SPD und KPD, insbesondere 1932 und 1933 mit Werten um 60 Prozent. Zurückzuführen ist dies auf einen hohen Anteil an Landarbeitern, die eher SPD oder KPD wählten.
1932 wurde der Cirksenapolder eingedeicht. Es handelt sich bei dem 32 Hektar großen Neuland um die letzte Landgewinnungsmaßnahme zur Besiedlung und Bewirtschaftung auf dem Gebiet der Gemeinde. Bei der Kreisreform in jenem Jahr wurde der Landkreis Emden aufgelöst. Die Gemeinden der heutigen Krummhörn gehörten fortan zum Landkreis Norden.
Erst mit dem Abklingen der Weltwirtschaftskrise ab 1932 und nach der nationalsozialistischen Machtübernahme 1933 verbesserte sich die wirtschaftliche Lage. Die Wirtschaftspolitik der Nationalsozialisten war auf Autarkie ausgerichtet und förderte insbesondere die Landwirtschaft. Hier versuchten die Nationalsozialisten, den starken Gegensatz zwischen Bauern und Landarbeitern, der nicht zu ihrem illusorischen Konzept der Volksgemeinschaft passte, aufzubrechen. Auf den Höfen tätige Landarbeiter sollten künftig als Gefolgschaft bezeichnet werden – ein Unterfangen, das ebenso wenig von dauerhaftem Erfolg gekrönt war wie die scheinbare Stabilisierung, welche die Landwirtschaft in der Zeit des Dritten Reiches erfuhr. Unmittelbar nach der Machtübernahme begann auch in der Krummhörn die Verfolgung politischer Gegner. In Greetsiel etwa befürchtete der Ortsgruppenleiter ein Aufleben der kommunistischen Bewegung und beantragte die Inschutzhaftnahme einiger Kommunisten.
Während des Zweiten Weltkriegs befanden sich auf dem heutigen Gemeindegebiet in allen Orten Kriegsgefangenen-Arbeitslager, in denen vornehmlich Belgier, Franzosen und Serben, später auch Polen und sogenannte Ostarbeiter aus der Ukraine und Russland inhaftiert waren. Die Gefangenen wurden in der damals noch deutlich weniger mechanisierten Landwirtschaft und den Ziegeleien der Krummhörn eingesetzt. Vereinzelt wurden in der Folgezeit Krummhörner wegen verbotenen Umgangs mit Kriegsgefangenen festgenommen und zu Zuchthausstrafen bis zu einem Jahr und drei Monaten und der Aberkennung der Bürgerlichen Ehrenrechte für drei Jahre verurteilt.
Seit 1940 war die Krummhörn Ziel von Spreng- und Brandbombenabwürfen, blieb aber zunächst ohne größere Schäden. Im Meer befanden sich zudem Treibminen und Sprengbojen. Im Jahre 1941 stürzte ein britisches Flugzeug im Watt vor dem Pilsumer Leuchtturm ab. Die Besatzung überlebte und wurde von einem deutschen Seenotrettungsflugzeug aufgenommen. Dieses verunglückte dann beim Start. Drei Gefangene kamen um, die deutsche Besatzung und zwei Gefangene überlebten. Bei einem größeren Angriff auf Greetsiel durch etwa 100 Flugzeuge wurden in der Nacht vom 22. zum 23. Juni 1942 vier Häuser durch Brandbomben zerstört und mehrere beschädigt. Bei einem Großeinflug von etwa 150 feindlichen Bombern stürzte ein Flugzeug über Greetsiel ab.
Die Krummhörn blieb bis vor Kriegsende unbesetzt. Erst nachdem auf dem Timeloberg am Ortsrand von Wendisch Evern eine deutsche Delegation unter Leitung von Hans-Georg von Friedeburg, die von Karl Dönitz der in Flensburg-Mürwik verweilte autorisiert war, am 4. Mai 1945 im Beisein des britischen Feldmarschalls Bernard Montgomery eine Urkunde zur bedingungslosen Kapitulation der drei in Nordwestdeutschland operierenden deutschen Armeen unterzeichnete, die am 5. Mai um 7 Uhr in Kraft trat, wurde das nördliche Ostfriesland von kanadischen Truppen besetzt.

### Seit 1945
Nach dem Zweiten Weltkrieg vollzog sich in der Krummhörn ein tiefgehender Strukturwandel, der mit einem Wandel der Sozialstrukturen einherging. Die traditionell wichtige Landwirtschaft verlor als Arbeitgeber immer mehr an Bedeutung. Durch die Technisierung waren Hilfsarbeiter nicht mehr nötig. Der Landwirt konnte seine Aufgaben weitgehend selbst erledigen, wodurch familienfremde Mitarbeiter zur Ausnahme wurden. Lag der Beschäftigungsanteil in der Landwirtschaft 1950 noch bei 42,8 %, so sank er bis 1965 auf 26,1 %. Demgegenüber führte die schrittweise Industrialisierung und hier vor allem der Bau des Volkswagenwerkes in Emden zu einer erheblichen Verbesserung der sozialen Lage der früher in der Landwirtschaft eingesetzten Kräfte.
Neben der Infrastruktur im Hauptort Pewsum wurde vor allem die touristische Infrastruktur in Greetsiel ausgebaut. Dazu zählt neben gastronomischen Betrieben und einem Schwimmbad auch das Nationalparkhaus, das 1992 eröffnet wurde und seitdem mehr als 400.000 Besucher verzeichnet hat. Der Tourismus ist neben der Landwirtschaft inzwischen der wichtigste Erwerbszweig innerhalb der Gemeinde. Viele Krummhörner verdienen ihren Lebensunterhalt jedoch auch außerhalb der Gemeindegrenzen.
Die Jahrhunderte währende Geschichte der Eindeichungen an der Küste der Krummhörn fand 1991 ihren bisherigen Abschluss. An der Leybucht wurde die Landzunge Leyhörn mit dem Leysiel eingedeicht, das unter anderem der Freihaltung des Fahrwassers zum Greetsieler Hafen dient.

### Eingemeindungen
Am 1. Juli 1972 wurden die bis dato selbstständigen 19 Gemeinden Campen, Canum, Eilsum, Freepsum, Greetsiel (Flecken), Grimersum, Groothusen, Hamswehrum, Jennelt, Loquard, Manslagt, Pewsum (Flecken), Pilsum, Rysum, Upleward, Uttum, Visquard, Woltzeten und Woquard zur heutigen Gemeinde Krummhörn zusammengeschlossen, die am 1. August 1977 nach Auflösung des Landkreises Norden dem Landkreis Aurich zugeschlagen wurde. Seit der Kommunalreform ist Pewsum sukzessive zum Hauptort ausgebaut worden. Die Einkaufsmöglichkeiten im Ortskern wurden durch ein größeres Gewerbegebiet ergänzt. In Pewsum befinden sich zudem das Hallenbad der Gemeinde und mehrere Schulen bis zur Sekundarstufe I eines Gymnasiums. Der Nachfrage nach Baugrundstücken kam die Gemeinde durch ihre Baulandpolitik nach. Neben kleineren Baugebieten oder Baugrundstücken in den kleineren Ortschaften wurden insbesondere in Pewsum und Greetsiel großzügige Baulandflächen ausgewiesen.

### Bevölkerungsentwicklung

Einwohnerentwicklung von Krummhörn von 1885 bis 2018 nach nebenstehender Tabelle

Die 19 Gemeinden, die 1972 zur Krummhörn zusammengeschlossen wurden, hatten zum Zeitpunkt der preußischen Kreisreform 1885 zusammen 8491 Einwohner. Bis 1933 wuchs die Einwohnerzahl auf 9406, bis 1939 auf 9627. Ein wesentlicher Schub in der Einwohnerentwicklung ergab sich nach dem Ende des Zweiten Weltkriegs, als viele Flüchtlinge aus den früheren Ostgebieten des Deutschen Reiches aufgenommen wurden. So waren 1946 von den 13.350 Einwohnern der heutigen Ortsteile 2803 Flüchtlinge, also rund 21 %. Diese waren ungleich verteilt: Während in Woltzeten der Flüchtlingsanteil an der Gesamtbevölkerung bei 15,9 % lag, kam Pewsum auf 28,9 %. Bis 1950 stieg die Zahl im Hauptort der Krummhörn noch auf 33,6 %. Schon während des Krieges waren in der Krummhörn viele Evakuierte aus dem durch Bombenangriffe zerstörten Emden untergebracht worden. Die Aufnahme weiterer Flüchtlinge aus den Ostgebieten traf die Region völlig unvorbereitet. Oftmals hatten die Bürgermeister gar keine Vorkehrungen unternommen, so dass die Neuankömmlinge mit offen gezeigtem Unmut empfangen wurden. Erst die Anlage neuer Siedlungen, etwa in Uttum auf dem ehemaligen Sportplatz oder in Upleward, sowie verbesserte Arbeitsmöglichkeiten trugen zur Entspannung der Lage der Flüchtlinge bei; ihnen wird ein großer Anteil am Wiederaufbau bescheinigt. Zudem haben sie die Wirtschaft gestärkt und zu einer Öffnung der Gesellschaft beigetragen.
Bemerkenswert ist, dass eine Reihe von Ortschaften 1885 bereits ungefähr so viele Einwohner hatten wie 2008; teils lag die Einwohnerzahl damals sogar höher. So hatte Manslagt 1885 474 Einwohner, 2008 waren es 413. Auch Pilsum, Loquard und Uttum hatten ähnlich große Einwohnerzahlen wie im ersten Jahrzehnt des 21. Jahrhunderts. Zu begründen ist dies mit Landflucht wegen der abnehmenden Bedeutung der Landwirtschaft als Arbeitsmarktfaktor. Besonders das Berufsbild des Landarbeiters ist kaum noch zu finden – abgesehen von Mitarbeitern landwirtschaftlicher Lohnunternehmen, die aber nicht notwendigerweise auch in der Gemeinde wohnen. Am augenfälligsten gewachsen ist hingegen der Hauptort Pewsum (1885: 681 Einwohner, 2008: 3289 Einwohner), der seit der Gemeindereform 1972 sukzessive zum Zentrum der Gemeinde ausgebaut wurde.
Die Krummhörn, die zu Beginn der 2000er-Jahre noch deutlich mehr als 13.000 Einwohner verzeichnete, ist inzwischen auf rund 12.400 Einwohner (am 31. Dezember 2011) geschrumpft. Durch die unter der Netto-Reproduktionsrate liegende Geburtenrate und durch die Abwanderung jüngerer Bürger wegen fehlender Ausbildungsmöglichkeiten sinkt die Einwohnerzahl. Viele jüngere Einwohner kehren der Gemeinde dauerhaft den Rücken. Durch Zuwanderung meist älterer Bürger aus anderen Teilen Deutschlands wurden Geburtendefizit und Abwanderung lange Zeit noch ausgeglichen. Inzwischen gilt dies nicht mehr, die Kreisverwaltung Aurich prognostiziert der Krummhörn einen weiteren Rückgang der Einwohnerzahl. So soll die Einwohnerzahl der Krummhörn zwischen 2011 und 2024 um 18 % schrumpfen. Dies entspricht einem Rückgang von etwa 2.300 Personen auf dann etwa 10.500 Einwohner. Sehr deutlich zurückgehen wird nach dieser Prognose die Bevölkerungsgruppe der 18- bis 25-Jährigen: um 37 %.
Tabellarische Übersicht
| Jahr | Einwohner |
| ---- | --------- |
| 1885 | 8.491     |
| 1933 | 9.406     |
| 1939 | 9.627     |
| 1946 | 13.350    |
| 1961 | 10.704    |
| 1970 | 11.949    |
| 2002 | 13.334    |
| 2005 | 13.485    |

| Jahr | Einwohner |
| ---- | --------- |
| 2006 | 13.053    |
| 2007 | 12.950    |
| 2008 | 13.003    |
| 2011 | 12.418    |
| 2016 | 12.209    |
| 2017 | 12.165    |
| 2018 | 11.997    |

### Entwicklung des Gemeindenamens
Die Gemeinde ist nach einem halbinselartig an der unteren Emsmündung liegenden Bereich Ostfrieslands benannt. Nach der Eingliederung Ostfrieslands in das Frankenreich wurde die Region auf die Grafschaften Emsgau und zu einem kleinen Teil auf den Federgo aufgeteilt. Nach dem Zerfall des Emsgaus wurde für den zwischen Dollart und Ley liegenden Teil des Gebietes die Bezeichnung Krummhörn üblich. Im frühen 16. Jahrhundert wurde die Region erstmals als Krummhörn („k(?) romme horn“, „de kromme Horne“) bezeichnet. Die Krummhörn ragt an der äußersten Südwestspitze der ostfriesischen Halbinsel nach Südwest. In der Vergangenheit war diese Gegend von mehreren tief ins Land eindringenden Buchten gesäumt, so dass sich verwinkelte („krumme“) Landstriche ergaben. Die Buchten wie diejenigen von Sielmönken oder Campen sind inzwischen durch Eindeichung verschwunden, der Name des Landstrichs ist geblieben und lebt seit 1972 auch offiziell im Gemeindenamen fort.

## Religionen

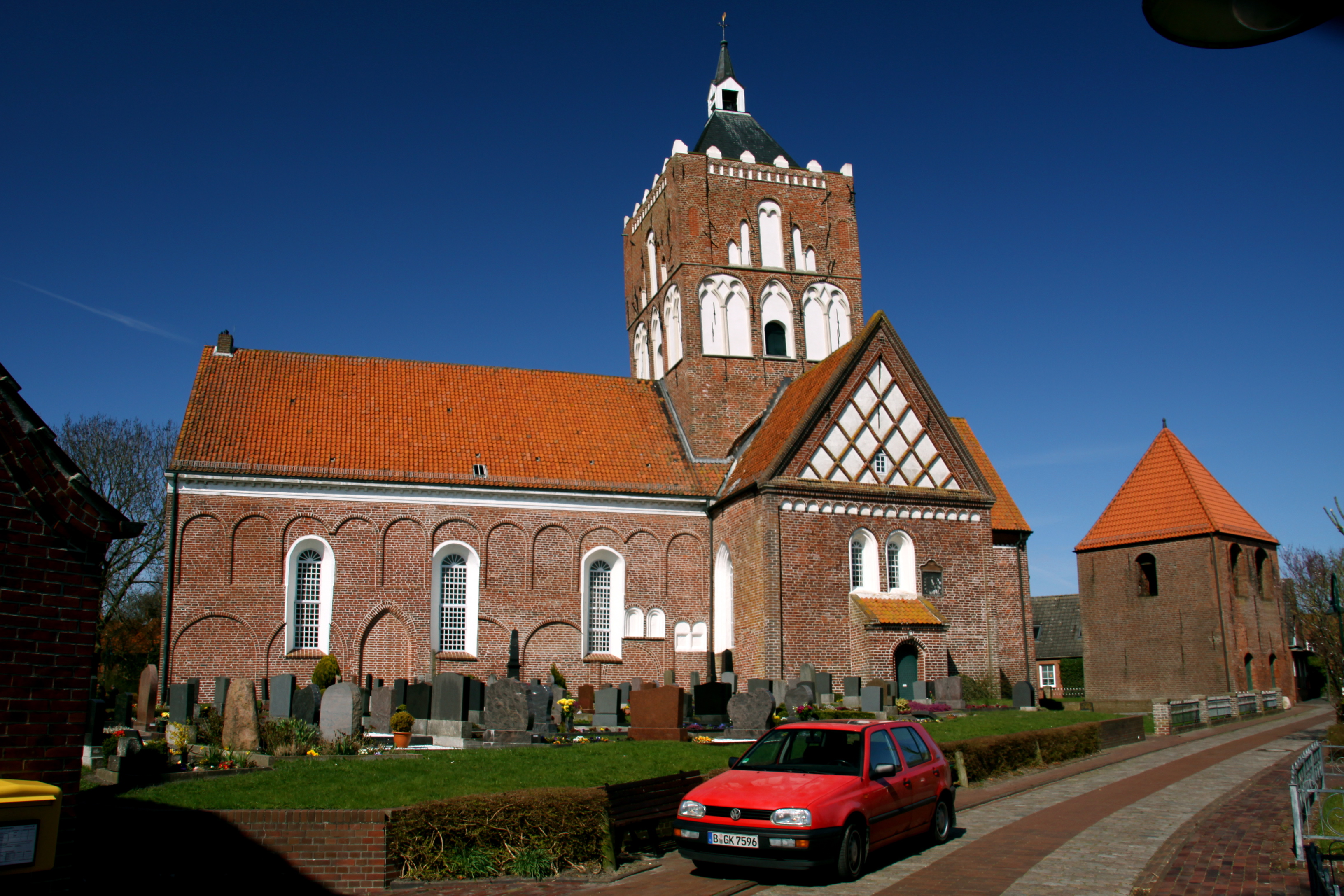
Reformierte Kreuzkirche St. Stephanus in Pilsum, 2010

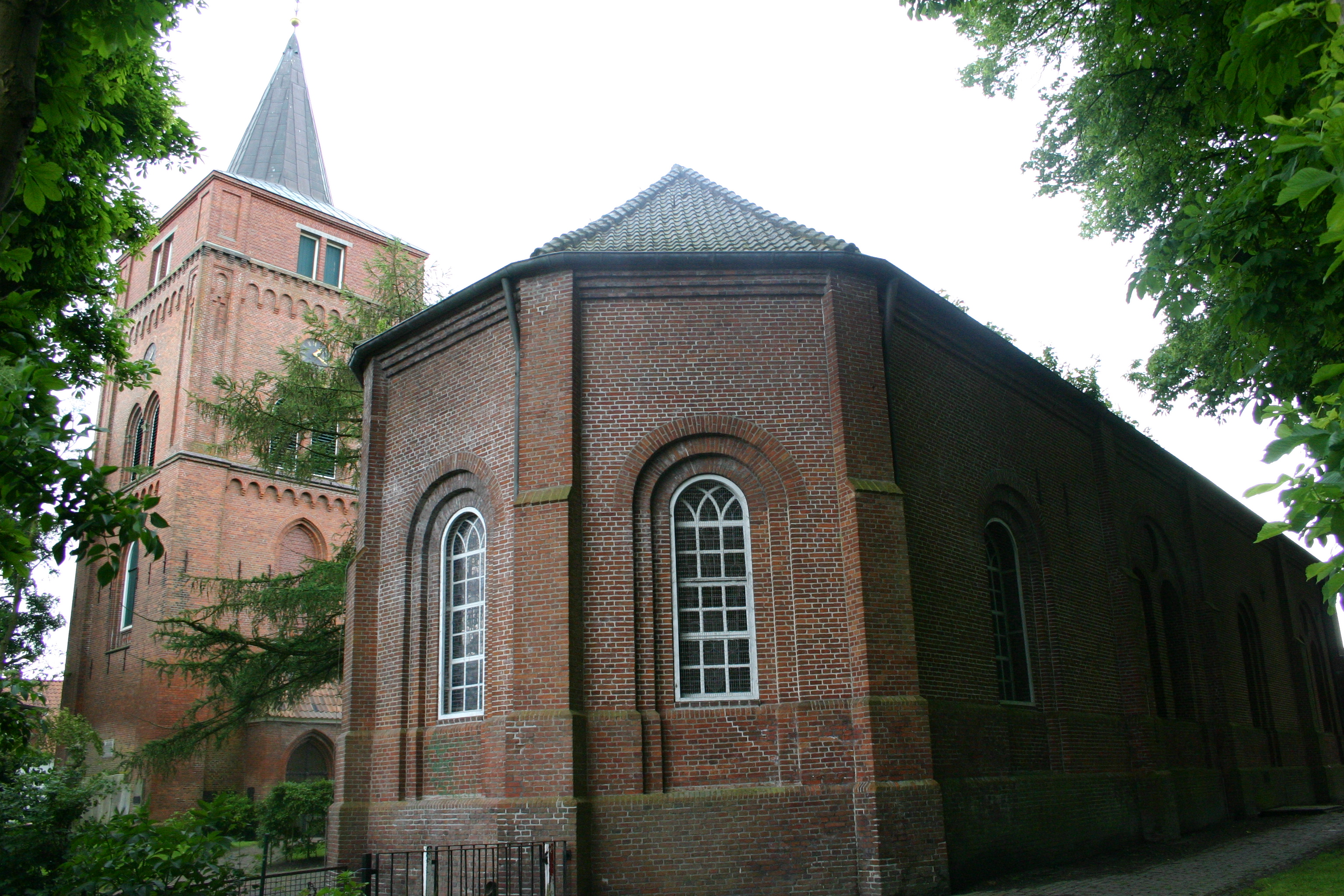
Lutherische Nicolai-Kirche Pewsum, 2009

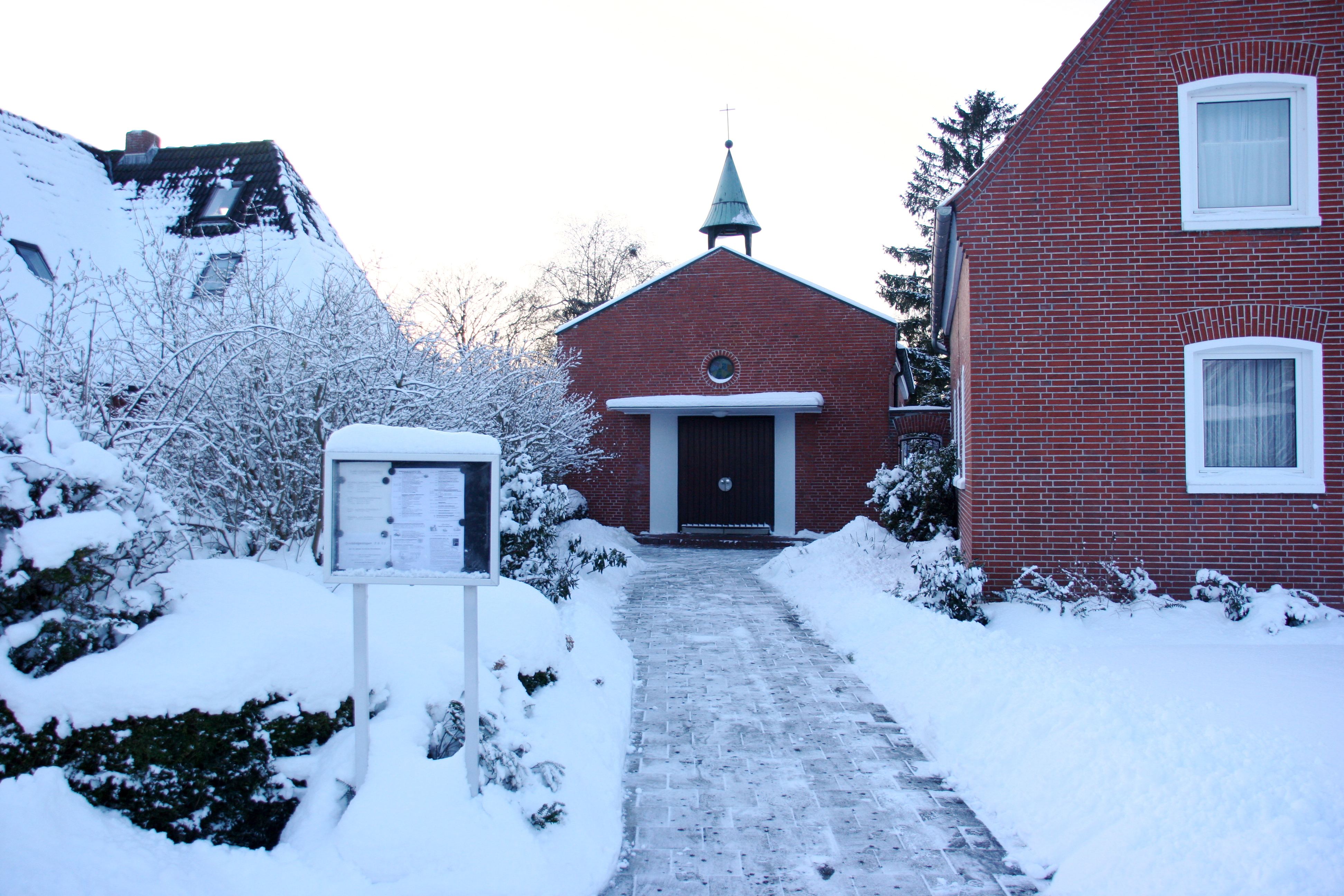
Katholische Kapelle St. Hedwig, 2009

Von den 11.905 Einwohnern der Krummhörn, die im Jahr 2023 in der Einwohnerstatistik erfasst wurden, sind 43 % (5114) evangelisch-reformiert. Damit stellt dieser Kirchenverband die größte Glaubensgemeinschaft in der Gemeinde Krummhörn dar, gefolgt von 3580 Menschen ohne Konfession oder ohne Angabe und 2191 Menschen mit evangelisch-lutherischer Konfessionsangehörigkeit.
In 16 Ortsteilen der Gemeinde Krummhörn dominiert die evangelisch-reformierte Kirche. Ihre Gotteshäuser entstammen fast alle der vorreformatorischen Zeit, haben aber in ihrem Inneren aufgrund der Bedürfnisse des reformierten Gottesdienstes tiefgreifende Veränderungen erfahren. Die Apsiden – ursprünglich liturgisches Zentrum der Kirchen – wurden vom übrigen Gottesdienstraum abgetrennt. Teilweise dienen sie als Gemeinderaum, teilweise als Abendmahlssaal. Gottesdienstlicher Mittelpunkt der reformierten Kirche ist die Kanzel, die sich an einer der Längswände befindet und auf die hin das Kirchengestühl ausgerichtet ist. Erst durch die Renovierungsarbeiten der vergangenen Jahrzehnte wurden in Canum und Eilsum übertünchte Wandbilder freigelegt und durch eine vorsichtige Farbgebung die ursprüngliche Ausstattung der mittelalterlichen Kirchen erahnbar gemacht.
Lutherische Inseln in der reformierten Krummhörn sind die Ortsteile Pewsum, Woquard und Loquard. Dass in diesen drei Orten bereits in der zweiten Hälfte des 16. Jahrhunderts ein Wechsel zur lutherischen Lehre stattfand, geht auf die schwedische Königstochter und Ehefrau des ostfriesischen Grafen Edzard II. Katharina Wasa zurück. Ihr Ehemann hatte nach dem Kauf der genannten Orte auch die Patronatsrechte inne. Katharina machte sich als strenggläubige Lutheranerin dafür stark, dass vakante Pfarrstellen in Pewsum, Woquard und Loquard ausschließlich von Predigern der wittenbergischen Konfession besetzt wurden. Die Pewsumer Nicolai-Kirche und die Loquarder Kirche stammen aus dem 13. Jahrhundert. Die Marienkirche in Woquard datiert aus dem Jahr 1789 und wurde auf den Fundamenten eines Vorgängerbaus von circa 1250 errichtet.
Die einzige Baptistengemeinde der Krummhörn befindet sich im Ortsteil Jennelt. Die Gemeinde wurde um 1865 als Tochtergemeinde von den Baptisten in Ihren gegründet. Ihr erstes Versammlungshaus befand sich zunächst in Hamswehrum. Zehn Jahre später erbauten die Krummhörner Baptisten ihre Kapelle in Jennelt. Sie wurde zum Ausgangspunkt für Gemeindegründungen in Emden, Norden und Moorhusen.
Weitere Freikirchen in der Gemeinde Krummhörn sind die Evangelisch-altreformierte Kirche im Ortsteil Campen (1854 gegründet) sowie die Brüdergemeinde in Pewsum. Vom 16. bis ins 18. Jahrhundert siedelten in der Krummhörn auch Mennoniten, die unter anderem in Eilsum eine Gemeinde besaßen.
In Pewsum befindet sich die kleine katholische Kapellengemeinde St. Hedwig, die in der Nachkriegszeit durch Flüchtlinge aus den ehemaligen deutschen Ostgebieten gegründet wurde. Zunächst fanden die Gottesdienste sporadisch in einer Baracke statt. An der Woltzetener Straße erbaute man für die damals rund 200 Gemeindemitglieder ein kleines Gotteshaus, das über eine Grundfläche von nur 78 Quadratmetern verfügte und am 1. Februar 1959 geweiht wurde. 2023 erfolgte seine Profanierung. Die Gemeinde wird von der katholischen Pfarrei Christ König in Emden aus geistlich betreut.

## Politik
Krummhörn hat den Status einer Einheitsgemeinde. Die Kommune ist, wie der Großteil des Landkreises Aurich, seit Jahrzehnten Hochburg der SPD: Bei den Wahlen zum Landtag und Bundestag setzten sich deren Kandidaten stets mit deutlicher Mehrheit durch. Auch bei Gemeinderatswahlen erreichte die SPD stets die absolute Mehrheit. In der Amtsperiode 2006–2011 verlor sie diese allerdings durch Austritte und konnte diese auch bei den Kommunalwahlen 2011 nicht wieder erreichen.

### Gemeinderat
Der Rat der Gemeinde Krummhörn besteht aus 30 Ratsfrauen und Ratsherren. Dies ist die festgelegte Anzahl für eine Gemeinde mit einer Einwohnerzahl zwischen 12.001 und 15.000 Einwohnern. Die 30 Ratsmitglieder werden durch eine Kommunalwahl für jeweils fünf Jahre gewählt. Die aktuelle Amtszeit beginnt am 1. November 2021.
Stimmberechtigt im Rat der Gemeinde ist außerdem der hauptamtliche Bürgermeister.
Die Kommunalwahl vom 12. September 2021 führte zu folgendem Ergebnis:
| Partei / Liste                             | Stimmenanteil | Sitze |
| ------------------------------------------ | ------------- | ----- |
| SPD                                        | 43,28 %       | 12    |
| CDU                                        | 16,41 %       | 5     |
| Soziale Wählergemeinschaft Krummhörn (SWK) | 18,59 %       | 5     |
| Freie Bürgerliste (fbl)                    | 08,78 %       | 3     |
| GRÜNE                                      | 06,30 %       | 2     |
| AfD                                        | 03,11 %       | 1     |
| Sonstige (4: dieBasis, KLG, 2 EB)          | 03,44 %       | 0     |

Die Wahlbeteiligung bei der Kommunalwahl 2021 lag mit 64,87 % über dem niedersächsischen Durchschnitt von 57,1 %. Zum Vergleich: Bei der Kommunalwahl 2016 lag die Beteiligung mit 63,33 % ebenfalls über dem niedersächsischen Durchschnitt von 55,5 %. Bei der Kommunalwahl vom 11. September 2011 lag die Wahlbeteiligung bei 62,40 %.

### Bürgermeister
Nach der Kommunalwahl vom 12. September 2021 wurde die Einzelbewerberin Hilke Looden neue Bürgermeisterin der Gemeinde. Sie setzte sich im ersten Wahlgang mit 56,45 Prozent der abgegebenen Stimmen, gegen ihre Mitbewerber Jacobsen von der SPD (23,05 %) sowie Pauksen-Jacobs von der fbl (20,50 %) durch.
Ihr Vorgänger war Frank Baumann von der SPD. Bei der Bürgermeisterwahl am 2. Februar 2014 setzte sich der damals 48-jährige Verwaltungsbeamte aus Pewsum mit 59,58 Prozent der abgegebenen Stimmen gegen Henning Paulsen-Jacobs (Freie Bürgerliste, 23,45 Prozent) sowie Johann Wienbeuker (Soziale Wählergemeinschaft (SWK), 17,07 Prozent) durch. Die Wahlbeteiligung lag bei rund 50 Prozent. Baumann löste Johann Saathoff (ebenfalls SPD) ab, der bis zur Bundestagswahl am 22. September 2013 an der Gemeindespitze stand. Saathoff hat seither das Direktmandat im Bundestagswahlkreis Aurich – Emden inne. Baumann hatte zuvor bereits als Saathoffs Stellvertreter im Krummhörner Rathaus fungiert und war Erster Gemeinderat.

### Vertreter in Landtag und Bundestag
Die Krummhörn gehört zum Landtagswahlkreis Emden/Norden, der aus der Stadt Emden, der Stadt Norden und den Gemeinden Krummhörn, Hinte und Hage besteht. Bei der letzten Landtagswahl in Niedersachsen 2022 gewann Matthias Arends von der SPD mit 43,9 % der Stimmen erneut das Direktmandat.
Bei Bundestagswahlen gehört Krummhörn zum Wahlkreis 24 Aurich – Emden. Dieser umfasst die Stadt Emden und den Landkreis Aurich. Bei der Bundestagswahl 2025 wurde der Sozialdemokrat Johann Saathoff direkt wiedergewählt. Über Listenplätze der Parteien zog kein Kandidat der Parteien aus dem Wahlkreis in den Bundestag ein.

### Partnergemeinden
Die Krummhörn ist bislang Partnerschaften mit Bad Ragaz in der Schweiz und Viļāni in Lettland eingegangen. Die Partnerschaft mit Vilani besteht seit 2004 und wird vor allem im kulturellen Bereich gepflegt. Die Partnerschaft mit Bad Ragaz, das wie die Krummhörn vom Tourismus geprägt ist, entstand aufgrund eines dortigen „Teetrinker-Events“. Anfang Januar 2011 ist die Krummhörn zudem eine Partnerschaft mit der Gemeinde Grundy Center im US-Bundesstaat Iowa eingegangen, wohin viele Ostfriesen, darunter Krummhörner, auswanderten. Kontakte nach Grundy Center und in andere Orte Iowas bestehen bereits seit Jahren, so wurde unter anderem schon 1995 von Mitgliedern der Ländlichen Akademie Krummhörn das Auswanderer-Musical „Achter de Sünn an“ (Der Sonne hinterher) in Grundy Center vor den Nachfahren der Auswanderer aufgeführt. Besuche von Mitgliedern der „Ostfriesen Genealogical Society of America“ in der Krummhörn fanden seitdem des Öfteren statt.

### Wappen
| Wappen von Krummhörn | Blasonierung: „Durch einen silbernen Wellenbalken geteilt; oben in Schwarz ein wachsender golden gekrönter goldener Jungfrauenadler, sein Kopf beseitet von je einem sechszackigen goldenen Sporenrädlein, unten in Rot ein schreitender silberner Löwe.“                                                                                                |
| Wappen von Krummhörn | Wappenbegründung: Der Jungfrauenadler stammt aus dem Wappen der Herrscherfamilie Cirksena, die Sporenrädlein sind aus dem Wappen der Häuptlingsfamilie Idzinga, aus dem sie auch die Familie Cirksena übernahm, und der Löwe kommt aus dem Wappen der Familie Beninga zu Grimersum. Der Wellenbalken symbolisiert die zahlreichen Wasserwege der Region. |

## Kultur und Sehenswürdigkeiten

### Museen
In der Manningaburg im Zentrum von Pewsum befindet sich seit 1954 ein Burgmuseum, das von der Geschichte des Bauwerks und seiner Bewohner berichtet. Ebenfalls in Pewsum befindet sich das Mühlenmuseum in einem dreistöckigen Galerieholländer. Das Ostfriesische Landwirtschaftsmuseum in Campen zeigt in einer Dauerausstellung landwirtschaftliche Arbeitsgeräte mit Schwerpunkt auf der Zeit von 1850 bis 1950. Im Jahr 2010 wurden die drei Museen von 7631 zahlenden Gästen besucht, wovon allein 5120 auf das Landwirtschaftsmuseum entfielen.

### Kirchen

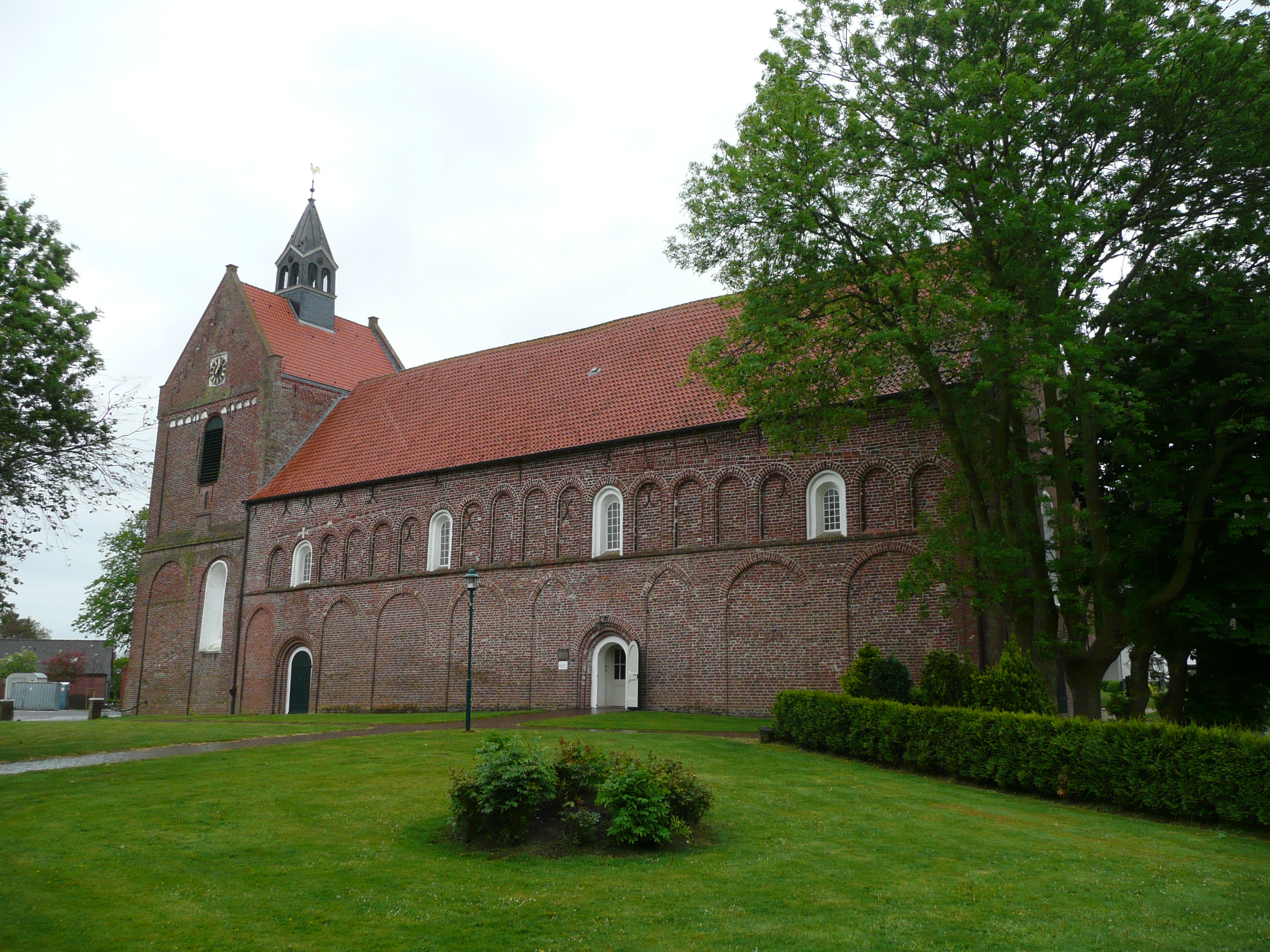
Eilsumer Kirche mit Chorturm (13. Jh.)

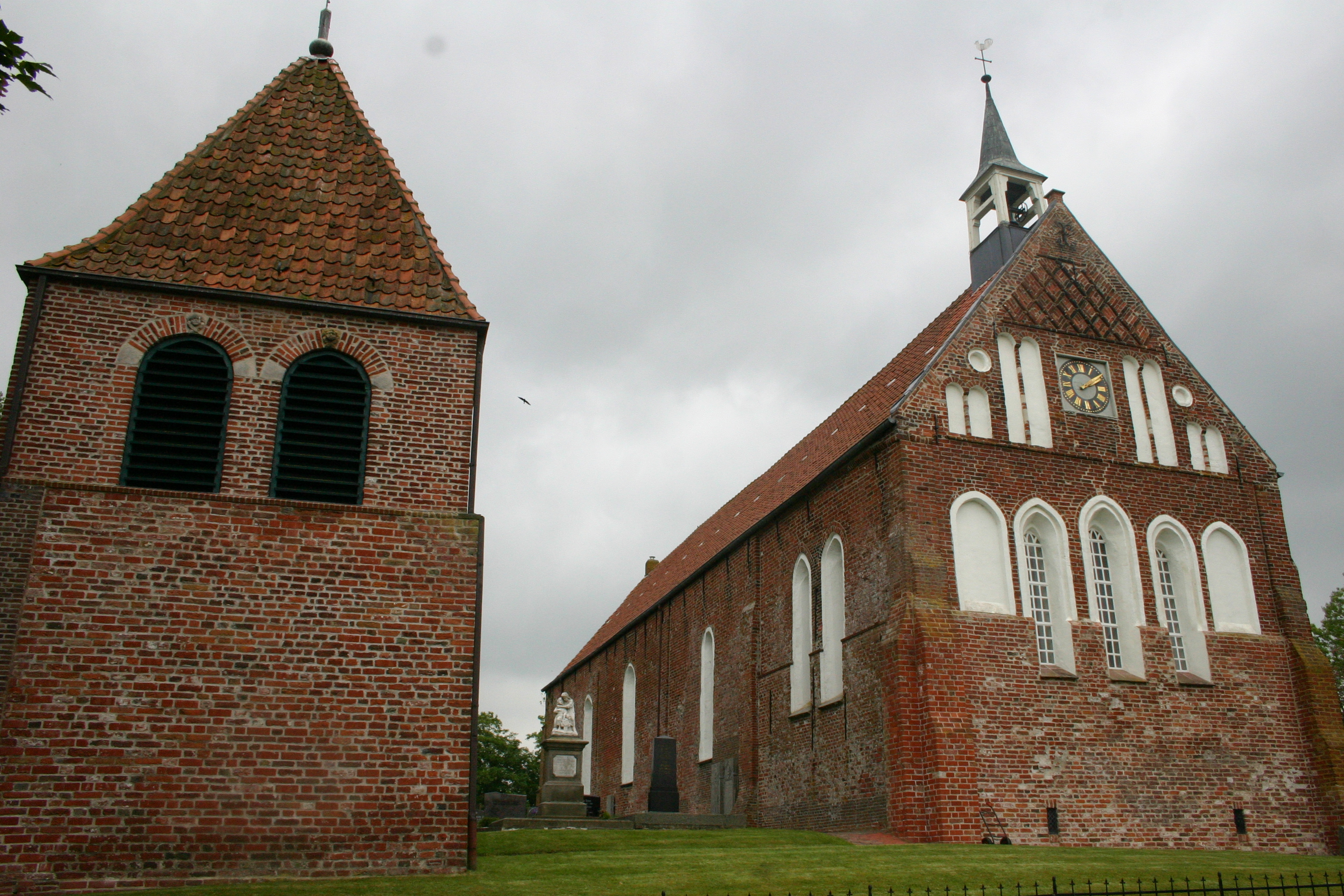
Ostseite der Grimersumer Kirche (13. Jh.) mit separatem Glockenturm

Die ostfriesischen Küstengebiete wie die Krummhörn wurden erst in nachkarolingischer Zeit christianisiert. Ab dem 10. Jahrhundert wurden die ersten Kirchen aus Holz gebaut, die ab Mitte des 12. Jahrhunderts durch Steinkirchen ersetzt wurden. Während im östlichen Ostfriesland, das zum alten Bistum Bremen gehörte, in romanischer Zeit Granitquaderkirchen vorherrschend waren, baute man im westlichen Ostfriesland, das Teil des Bistums Münster war, die ältesten Steinkirchen aus Tuffstein. Die Küstennähe der Krummhörn eignete sich zum Import des Tuffs, der bereits am Fundort in der Eifel entsprechend zugesägt und dann auf Lastkähnen rheinabwärts und entlang der niederländischen Küste nach Ostfriesland geschifft wurde. Dank des gleichfalls importierten mittelrheinischen Baustils wiesen die ersten Steinkirchen mit ihren recht unterschiedlichen Grundrissen, in der Regel aber mit Turm und Apsis, bereits eine hohe Qualität auf. In der Wandgliederung kommt dies in Lisenen, Sockeln und Rundbogenfriesen zum Ausdruck. Zwar war der poröse Tuff leicht zu bearbeiten, andererseits aber im rauen Nordseeklima ohne lange Lebensdauer, sodass alle Tuffsteinkirchen, wie die vormalige Larrelter, die Groothuser und die Rysumer Kirche, später eingreifend umgebaut oder durch Backsteinbauten ersetzt wurden.
Der Backstein setzte sich als neues Baumaterial erst ab dem 13. Jahrhundert durch, als man von Mönchsorden die Kunst erlernte, aus der reichlich zur Verfügung stehenden lehmhaltigen Erde wetterbeständige Ziegel zu brennen. Mithilfe wandernder Ziegelmeister konnten auf diese Weise vor Ort die in Holzformen geschlagenen Rohlinge in großen Meilern zu roten Ziegeln gebrannt werden. Die Backsteinkirchen waren meist als schlichte Einraumkirchen oder auch als Apsissäle gestaltet. Aus dem 13. Jahrhundert sind bei einigen noch die Gewölbe erhalten, wie beispielsweise in der Eilsumer Kirche mit dem einzigen Chorturm Ostfrieslands, der Kirche in Campen mit reich verzierten Gewölben oder der Canumer Kirche mit einem Domikalgewölbe. Die Form der rechteckigen Saalkirche bot die Möglichkeit, insbesondere die Ostseite mit Blendfeldern, Rautenmustern in den Giebeln, Okuli, Dreifenstergruppen, Konsolen, Lisenen und Bögen dekorativ zu gestalten, wie dies bei der Grimersumer Kirche markant in Erscheinung tritt. Für Ostfriesland einzigartig ist der Vierungsturm über der Pilsumer Kreuzkirche (Ende 13. Jahrhundert). Aufgrund des Marschbodens wurden bei den meisten Krummhörner Kirchen die Glockentürme separat gebaut, um das Kirchenschiff nicht zu gefährden, wenn die Türme auf dem weichen Untergrund durch das Geläut in Schieflage gerieten. Ein extremes Beispiel dafür ist der schiefe Turm im benachbarten Suurhusen. Im 14. Jahrhundert und zu Beginn des 15. Jahrhunderts sind eine geringe Bautätigkeit und ein gewisser Niedergang der hohen Baukunst zu verzeichnen. Bei der Greetsieler und Manslagter Kirche (beide um 1400) ist dies an der geringen Gebäudehöhe, der minderen Mauerqualität und den spärlichen Zierelementen abzulesen. Im 15. Jahrhundert erfolgte ein architektonischer Aufschwung, der dazu führte, dass selbst kleine Dörfer ein eigenes Kirchengebäude erhielten oder ältere Kirchen eingreifend umgebaut oder gar durch Neubauten ersetzt wurden, wie etwa bei der Rysumer und Groothuser Kirche. Von den mittelalterlichen Klosterkirchen sind keine erhalten. Die Klöster Palmar, Langen und Osterreide mussten infolge der Sturmfluten bereits in vorreformatorischer Zeit aufgegeben werden. Die Kommende Heiselhusen wurde 1492 in Abbingwehr eingegliedert. Balthasar von Esens zerstörte 1531 die Klöster Sielmönken, Appingen und Dykhusen.

### Orgellandschaft

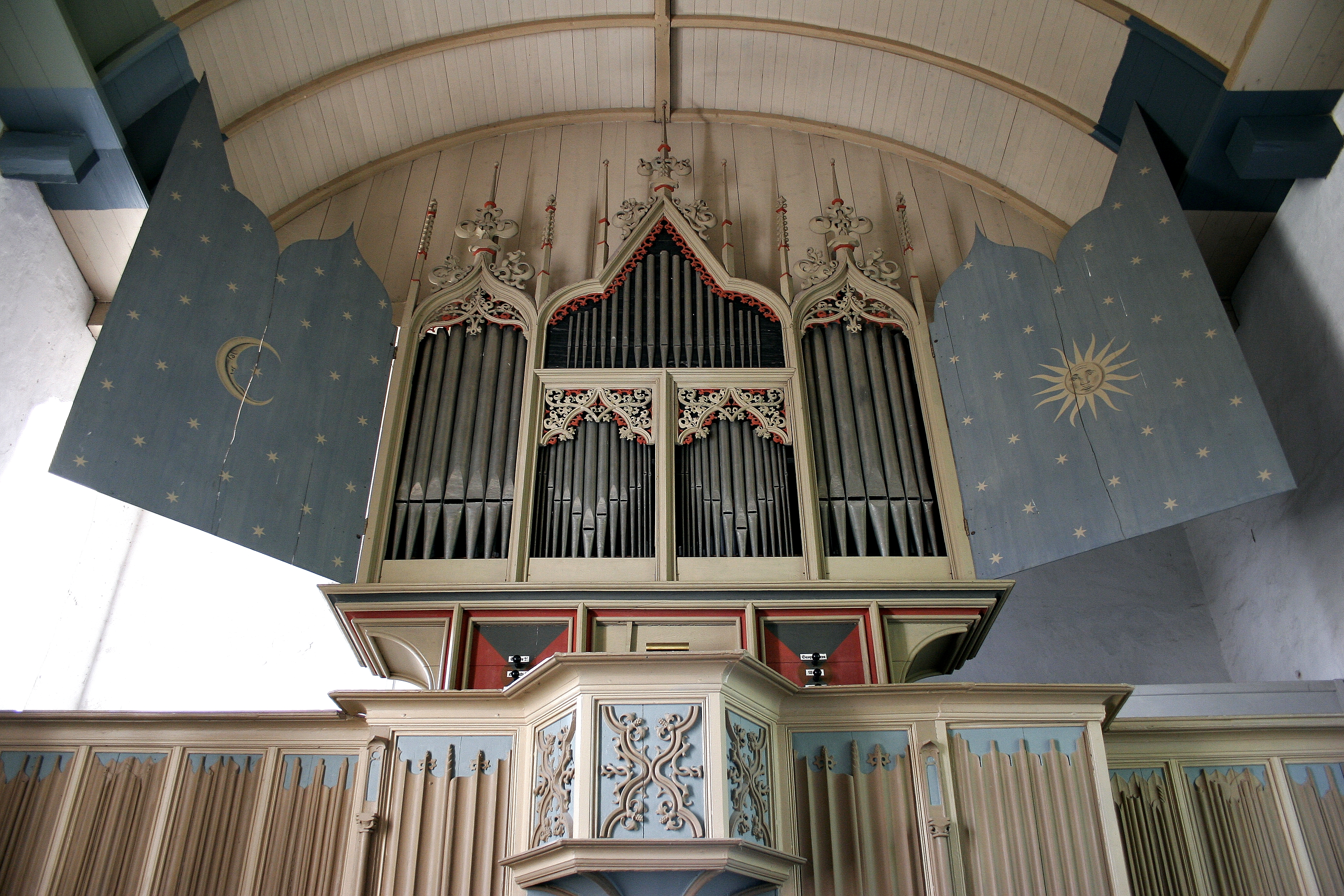
Orgel in Rysum (1457)

Die Krummhörn ist darin einzigartig, dass auf engem Raum derart viele historische Orgeln aus sechs Jahrhunderten weitgehend erhalten blieben. Bereits in der Spätgotik ist in der Krummhörn eine blühende Orgellandschaft auszumachen. In der zweiten Hälfte des 15. Jahrhunderts sind zehn Orgelwerke belegt, und um 1500 besaßen auch viele Klöster eine Orgel. Die Orgel in Rysum aus dem Jahr 1457 gehört zu den weltweit ältesten Orgeln und ist in ihrem Grundbestand noch erhalten. An dem Instrument ist der Wandel von einem spätgotischen Blockwerk in eine Orgel mit mechanischen Schleifladen abzulesen. Um 1660 wurde die Orgel in Uttum unter Verwendung älteren Pfeifenmaterials erbaut, die heute eines der am besten erhaltenen Werke der Spätrenaissance ist. Sie geht auf niederländischen Einfluss zurück und zeichnet sich durch ihre singenden Prinzipale und farbigen Register aus. Eine der bedeutendsten Barockorgeln Ostfrieslands ist die Orgel in Pilsum von Valentin Ulrich Grotian (1694), der sich neben Arp Schnitger seine Eigenständigkeit bewahren konnte. Das Instrument verfügt über 16 Register auf zwei Manualen. In Eilsum ist nur noch der Prospekt von Joachim Kayser (1710) original. Die einzige weitgehend vollständige Orgel von Johann Friedrich Constabel steht in Jennelt. Sie wurde 1738 für Bargebur gebaut und stand zwischenzeitlich in Hamswehrum. In Greetsiel datiert Constabels Prospekt aus demselben Jahr, hingegen ist das Pfeifeninnenwerk neu. Mit den konkurrierenden Orgelbauern Hinrich Just Müller und Johann Friedrich Wenthin erreichte der Krummhörner Orgelbau im 18. Jahrhundert einen letzten Höhepunkt. Nahezu vollständig erhalten sind die Orgeln von Müller in Manslagt (1778) und sein letztes Werk in Woquard (1804), während in Loquard nur noch Müllers Prospekt aus dem Jahr 1793 zu sehen ist. Die größte Orgel der Krummhörn steht in Groothusen. Sie wurde 1801 von Wenthin fertiggestellt und weist einzigartige Flötenregister aus Mahagoni auf. Einen späten Nachklang der hohen Orgelkultur stellt das Werk in Freepsum von Wilhelm Caspar Joseph Höffgen (1839) dar. Die historische Orgelregion wird durch einige Orgelneubauten ergänzt, wie beispielsweise dem Werk von Jürgen Ahrend in Grimersum (1958, mit Flügeltüren und Spiegel-Diskantfeldern) und von Bartelt Immer in Canum (2009/10, einer Rekonstruktion der verlorenen gegangenen Holy-Orgel in Nesse).

### Weitere Bauwerke
In der Gemeinde Krummhörn steht der zweithöchste Leuchtturm Deutschlands, der Leuchtturm Campen mit 65 Metern Höhe. Er ist ein Stahlfachwerkturm – wie er in jener Zeit in Mode war (vgl. Eiffelturm) – mit dreieckigem Querschnitt und einem Treppenrohr in der Mitte. Ein weiterer Leuchtturm ist der nur 13 Meter hohe, gelb-rot gestreifte Pilsumer Leuchtturm. Er wurde vor allem durch den Film „Otto – Der Außerfriesische“ des Komikers Otto Waalkes bekannt und gilt mittlerweile als eines der Markenzeichen Ostfrieslands.
Von der einst reichen Burgenlandschaft der Krummhörn haben sich nur die Manningaburg in Pewsum und die Osterburg in Groothusen bis in die heutige Zeit erhalten können. Groothusen verfügte in seiner Blütezeit als Handelsort über drei Burgen; die beiden anderen (Middelburg und Westerburg) sind jedoch nicht erhalten.

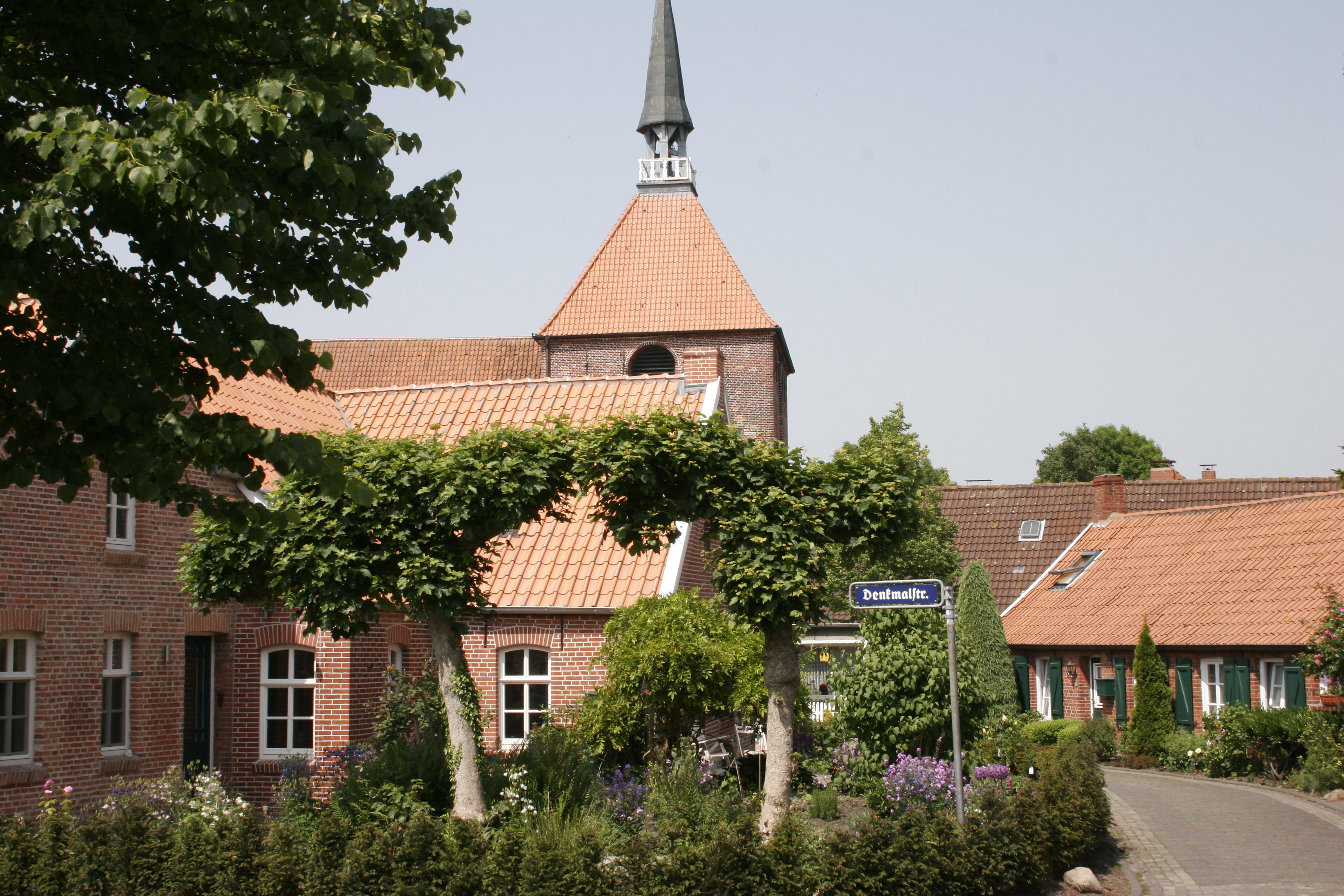
Kirche und Teil der inneren Ringstraße in Rysum

Große Gulfhöfe finden sich in allen Orten der Gemeinde sowie in den Gemarkungen zwischen den Ortschaften. Aus dem Jahr 1707 stammt beispielsweise der Scheunenteil des Hofes an der Ecke Swartweg/Tiede-Ubben-Straße in Groothusen. Der Wohnteil wurde in den 1860er- bis 1870er-Jahren im Stil des romantischen Historismus erbaut. Das Entstehungsjahr des Wohnteils des Gulfhofs Groothuser Busch nördlich des Ortes wird auf etwa 1670 taxiert, eine Renovierung erfolgte 1997. Ein weiterer älterer Gulfhof steht in Manslagt (1715). Nordwestlich von Greetsiel steht der Gulfhof Akkens auf einer Warf, die bereits zur römischen Kaiserzeit existierte. Der Wohnteil ist von 1683 und wurde um 1900 verputzt, die Scheune 1812 erneuert. Eine Besonderheit unter den Gulfhöfen ist der 1937 im Stil der Neuen Sachlichkeit errichtete Hof Barth in Loquard, ein Ersatz für einen zuvor abgebrannten Hof. Er besteht aus dunklem Bockhorner Klinker, während die älteren Höfe in der Gemeinde mit dem für das westliche Ostfriesland typischen, helleren Klinker gebaut wurden. Mehrere Höfe (wenigstens deren Wirtschaftsteile) lassen sich nach telefonischer Voranmeldung besichtigen, darunter die Höfe Habbena (von 1866) und Sanders (von 1850) in Grimersum, der Helenenhof von 1843 in Pewsum und das Haus Clüver von 1835 in Pilsum.
In den meisten Dörfern sind zudem Landarbeiterhäuschen erhalten. Dabei handelt es sich um die meist einräumigen kleinen Häuser des früheren Landarbeiter-Proletariats. Für diese Häuschen findet sich in Loquard am Amtsweg ein Beispiel: Das Haus wurde um 1800 in schlichter klassizistischer Form errichtet. In Rysum ist ein Landarbeiterhaus von 1766 das älteste Wohnhaus des Ortes. In Grimersum gibt es ein Landarbeiterhäuschen aus dem Jahr 1751. Beides sind Seltenheiten, da die Landarbeiterhäuschen zumeist aus Rest-Steinen von anderen Bauten errichtet und daher qualitativ eher minderwertig waren. Entsprechend oft mussten sie renoviert oder gar abgerissen und durch Neubauten ersetzt werden.
Im Zuge von Dorferneuerungsprogrammen ist in der Vergangenheit in mehreren Dörfern alte Bausubstanz gerettet worden, wenn auch eine Vielzahl alter Häuser bereits zuvor abgerissen worden war. Die Struktur eines Warftenrunddorfes lässt sich in Rysum sehr deutlich sehen: Um die Kirche herum stehen die Häuser an drei konzentrisch verlaufenden Dorfringstraßen. Der Durchmesser beträgt etwa 400 Meter, die Fläche rund 14 Hektar. An der äußeren stehen radial die Höfe, so dass sie mit ihrem Wirtschaftsteil in Richtung der umgebenden Felder zeigen. Rysum gilt als „das am besten erhaltene Runddorf Ostfrieslands“ und wurde 1998 niedersächsischer Landessieger beim Wettbewerb Unser Dorf hat Zukunft.

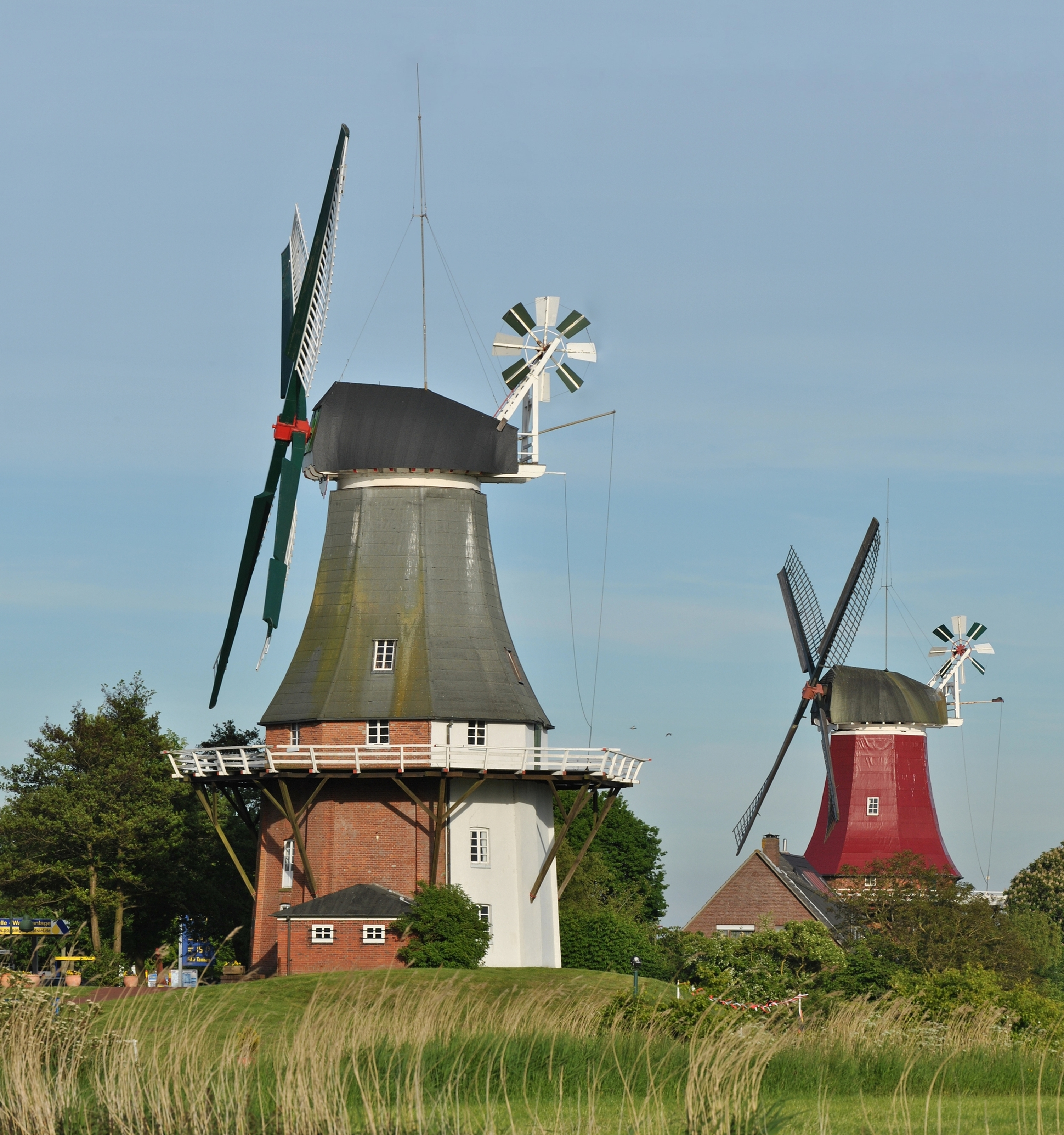
Zwillingsmühlen in Greetsiel von Westen im Juni 2010

Windmühlen finden sich in mehreren Ortschaften der Gemeinde, darunter in Pewsum, Rysum, Uttum (ohne Flügel) und Greetsiel. Bei den dortigen Zwillingsmühlen handelt es sich um zwei nebeneinander stehende, rot und grün bemalte Galerieholländer. Zwei Mühlen in unmittelbarer Nähe innerhalb eines Ortes sind selbst für die an Windmühlen reiche Region Ostfriesland selten.
Von den einst mehreren Ziegeleien der Gemeinde ist lediglich diejenige in Pilsum noch in Grundzügen erhalten. Sie stammt aus dem Jahr 1898 und stellte 1972 den Betrieb ein. Mangels Folgenutzung verfällt sie jedoch zusehends.
Eine Vielzahl historischer Häuser ist vor allem in Greetsiel erhalten geblieben. Dazu zählt auch das Hohe Haus aus dem Jahr 1696, dessen Kern jedoch älter ist. Bei dem zweigeschossigen traufständigen und teils verputzten Backsteinbau handelt es sich um das frühere Amtshaus eines Rentmeisters, das über „ungewöhnliche Ausmaße“ verfügt.

### Regelmäßige Veranstaltungen
In verschiedenen Kirchen in der Gemeinde findet seit 2001 alljährlich der Krummhörner Orgelfrühling statt, zumeist an fünf bis sieben Tagen Ende April/Anfang Mai. Organisiert wird der Orgelfrühling vom Synodalverband Nördliches Ostfriesland der evangelisch-reformierten Kirche, der die große Mehrzahl der Kirchen in der Gemeinde angehört. Die Konzerte werden auf den vielen historischen Orgeln gespielt, die sich in der Gemeinde befinden – teils unter Begleitung anderer Instrumente sowie Gesang. Konzerte finden auch in der Nachbargemeinde Hinte und in der Nachbarstadt Emden statt.
Ausgehend von der Gemeinde Krummhörn, hat sich inzwischen die Veranstaltung Gartenroute Krummhörn/Ostfriesland etabliert. In 13 Gärten, fünf davon in der Krummhörn und weitere in der Samtgemeinde Hage und den Gemeinden Großheide und Hinte, präsentieren die Besitzer ihre teilweise nach Themen geordneten Gärten.
In Greetsiel findet seit mehr als 30 Jahren alljährlich die Greetsieler Woche statt, eine Kunstausstellung aus den Bereichen Malerei, Keramik, Goldschmiede und Bildhauerei. Alle zwei Jahre wird bei der Ausstellung der mit 5000 Euro dotierte Imke-Folkerts-Preis für bildende Kunst in Ostfriesland verliehen, zuletzt 2009. Abgabeberechtigt sind Werke aus den Bereichen Malerei, Grafik, Foto oder Skulptur. Ausstellungen sind auch regelmäßig in den Greetsieler Zwillingsmühlen zu sehen. Im Hochsommer findet an einem Samstag der Greetsieler Kutter-Korso statt, an dem nahezu alle Kutter aus dem Fischereihafen teilnehmen. Sie fahren für mehrere Stunden hinaus und nehmen dabei Gäste mit.

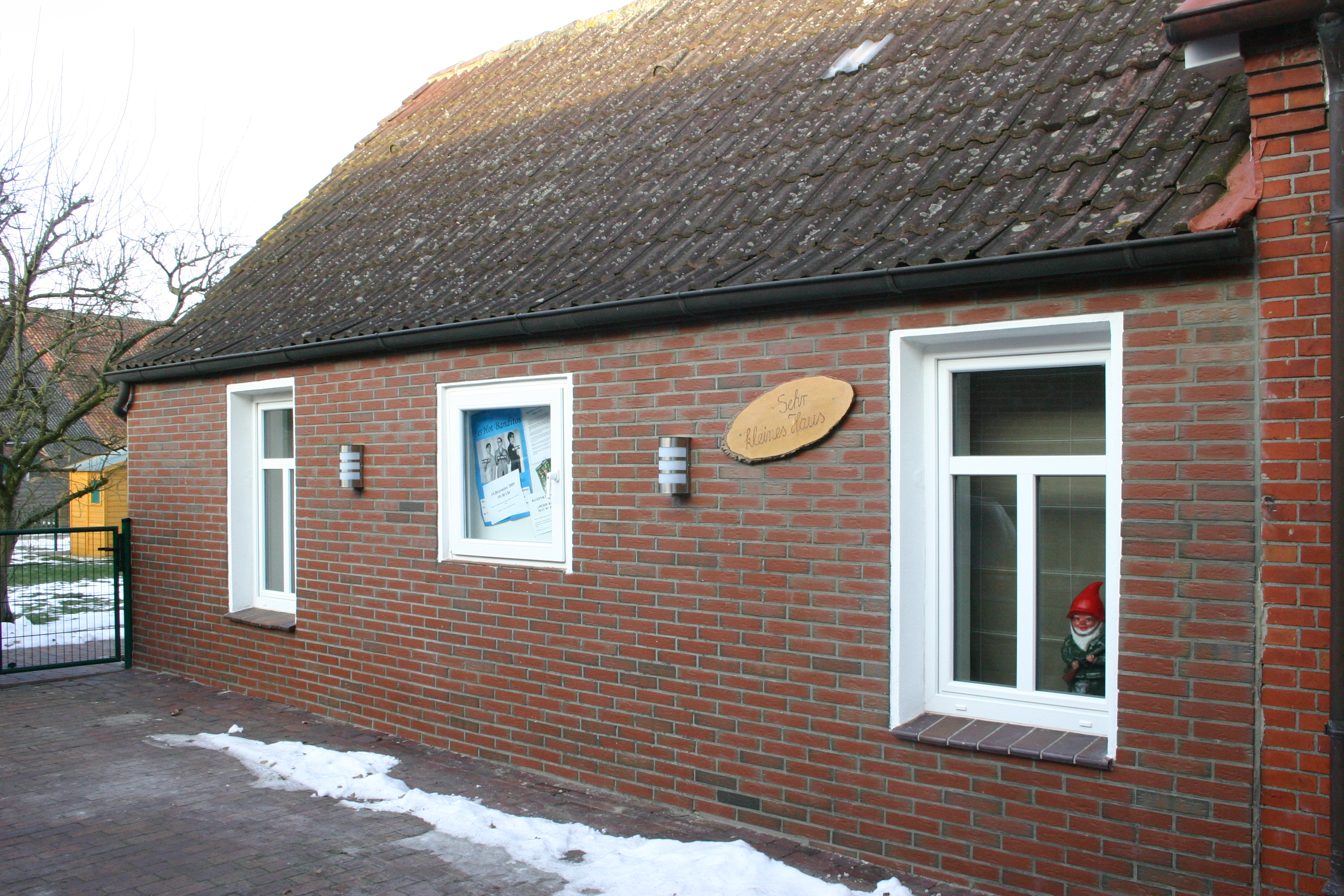
Kleinkunstbühne „Sehr kleines Haus“ in Pilsum

Der Fuhrmannshof in Rysum, ein alter Gulfhof, wird für musikalische Veranstaltungen genutzt (die Reihe Weltklassik am Klavier), desgleichen der Freepsumer Gulfhof im gleichnamigen Ortsteil. Veranstaltungen aus dem Bereich der Kleinkunst werden seit 2009 im Sehr kleinen Haus in Pilsum gegeben. Initiator ist der Comedian Holger Müller alias Ausbilder Schmidt. Weitere kulturelle Veranstaltungen an verschiedenen Orten in der Gemeinde werden von der Ländlichen Akademie Krummhörn (LAK) organisiert.
Upleward ist in jedem Sommer Schauplatz eines Schlickschlittenrennens. Dabei müssen die – oft verkleideten – Teilnehmer mit einem Schlickschlitten, einem sogenannten Kreier, festgelegte Strecken im Watt zurücklegen. Mit der Veranstaltung wird an die früheren Reusenfischer der Krummhörn erinnert, die mit Kreiern übers Watt ihre Reusen anfuhren und leerten. In Upleward findet zudem in jedem September ein größeres Drachenfest auf dem Deich und am sogenannten Trockenstrand statt. Dabei handelt es sich um ein binnendeichs gelegenes Erholungsareal, da sich außendeichs die Ruhezone des Nationalparks Wattenmeer befindet.

### Sprache

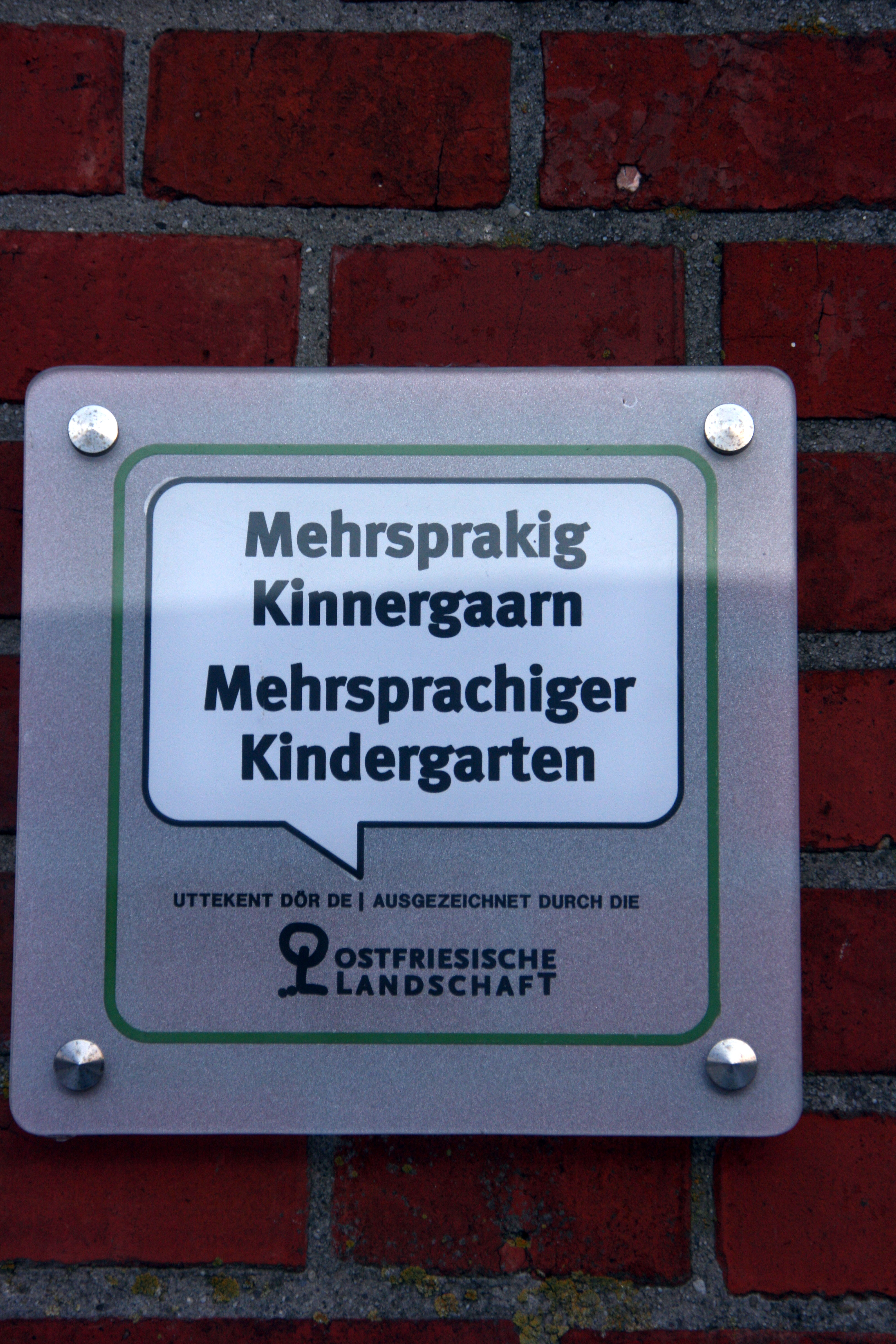
Zweisprachiger Kindergarten in Groothusen

In der Krummhörn wird neben Hochdeutsch Ostfriesisches Platt gesprochen. Durch den Zuzug niederländischer Glaubensflüchtlinge nach der Reformation war auch die Niederländische Sprache stark verbreitet, die vor allem von den reformierten Pastoren eingebracht wurde. Dies ging aber im 19. Jahrhundert stark zurück, als sich Ostfriesland kulturell verstärkt nach Deutschland orientierte und die reformierten Pastoren in deutschsprachigen Gebieten ausgebildet wurden. Erst 1936 wurde die niederländische Sprache in den Gottesdiensten der Altreformierten verboten. Heute spielt das Niederländische kaum noch eine Rolle, abgesehen von starken Einsprengseln der Sprache im lokalen Dialekt.
Das Plattdeutsche ist in der Gemeinde durchaus verankert. Um auch die nachwachsende Generation frühzeitig mit dem Plattdeutschen in Kontakt zu bringen, gibt es unter anderem zweisprachige Kindergärten. Daneben gibt es plattdeutsche Gottesdienste, und es ist üblich, dass Hochzeiten auf Plattdeutsch abgehalten werden.

### Sport
In der Gemeinde gibt es 22 Sportvereine. Deren größter ist der TuS Pewsum, der über Ostfriesland hinaus vor allem durch seine Fußballabteilung bekannt geworden ist und bis zum Ende der Saison 2008/2009 in der Fußball-Oberliga Niedersachsen (fünfte Liga) spielte. Derzeit spielen die Pewsumer in der sechstklassigen Bezirksoberliga Weser-Ems.
Wie in ganz Ostfriesland sind auch in der Krummhörn die Friesensportarten Klootschießen und besonders Boßeln sehr beliebt. Die Sportarten werden auf Vereinsebene wettkampfmäßig ausgeführt. Im Hauptort Pewsum befindet sich ein Hallenbad.

## Wirtschaft und Infrastruktur

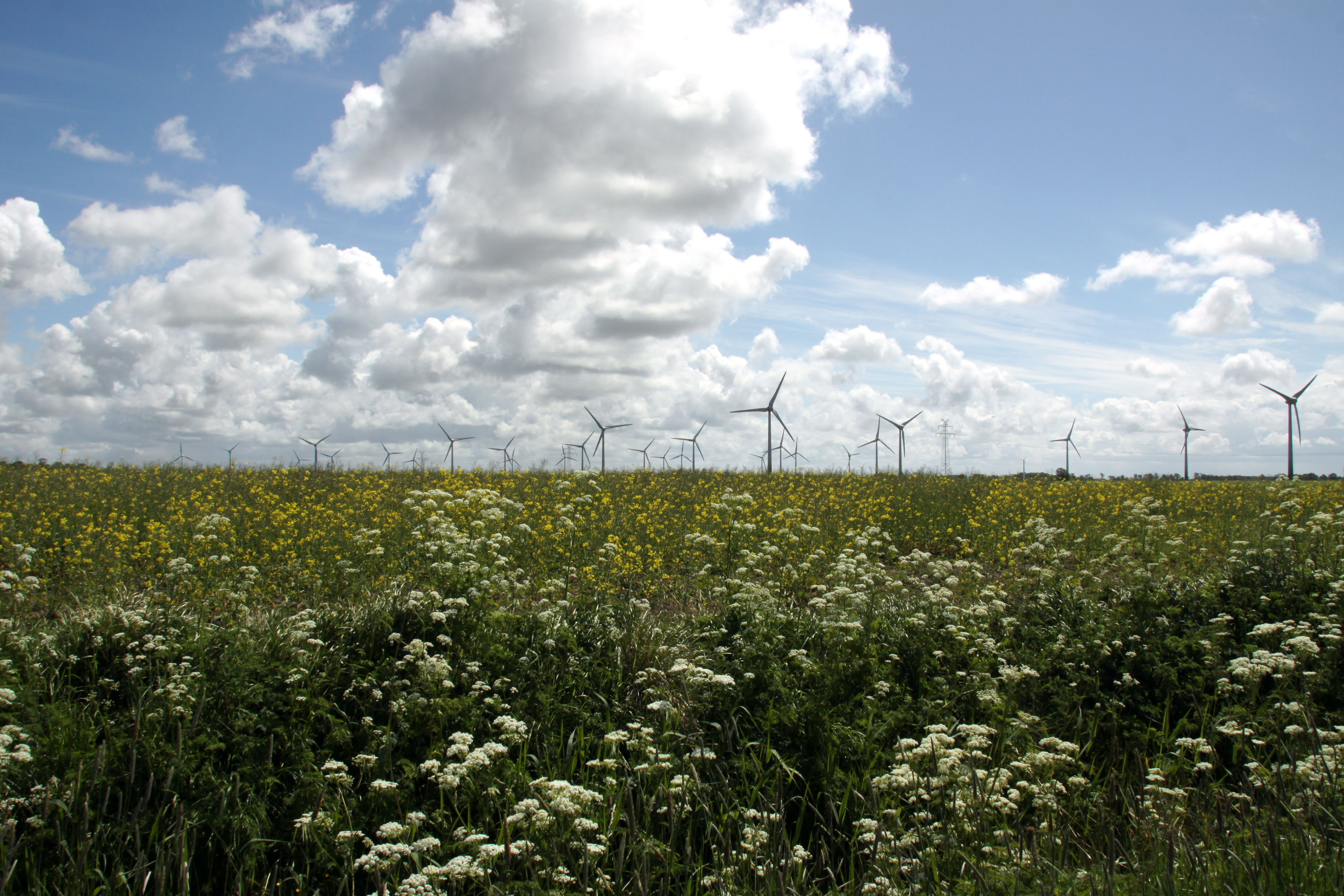
Windpark bei Visquard

In der Gemeinde befinden sich zwei Gewerbegebiete: eines im Hauptort Pewsum und eines in Greetsiel. Während in Pewsum vor allem Betriebe zur Deckung des täglichen Bedarfs, vor- und nachgelagerte Betriebe des Landwirtschaftssektors und einige andere mittelständische Betriebe vorhanden sind, gibt es im Greetsieler Gewerbegebiet unter anderem ein größeres Produktions- und Handelsunternehmen für die dort angelandeten Krabben (Nordseegarnelen). Postfilialen gibt es in Greetsiel und Pewsum.
Die Unternehmen E.ON Ruhrgas und Gasunie speichern in der Gemeinde in unterirdischen Kavernen Erdgas. Dies hat zwar nur geringe Arbeitsplatzeffekte, sichert dem Gemeindehaushalt aber regelmäßige Steuereinnahmen. Aufgrund des häufig und stark wehenden Windes und nicht zuletzt auch wegen der dünnen Besiedlung eignet sich die Krummhörn zur Nutzung von Windenergie. In der Gemeinde gibt es vier Windparks: westlich von Pilsum am Deich, nordwestlich von Hamswehrum am Deich, südlich von Groothusen sowie zwischen Pewsum und Jennelt. Darüber hinaus gibt es einzelne Windenergieanlagen bei Gehöften.
Die Krummhörn ist eine Auspendler-Gemeinde. Insbesondere in Emden mit seinem Volkswagenwerk, dem Hafen mit seinen Umschlagsbetrieben sowie weiteren Industrie- und Handelsunternehmen finden viele Krummhörner Beschäftigung. Für die Gemeinde Krummhörn wird keine eigene Arbeitslosenstatistik erhoben. Gemeinsam mit der Nachbargemeinde Hinte und der Stadt Emden bildet die Krummhörn das statistische Gebiet Hauptagentur Emden innerhalb des Bezirks Emden-Leer der Arbeitsagentur. So lag die Arbeitslosenquote im Dezember 2015 im Bereich der Geschäftsstelle Emden bei 7,1 %. Da die Arbeitslosenquote in der Stadt Emden selbst jedoch zu diesem Zeitpunkt 8,1 % betrug, lag sie in den beiden Landgemeinden somit niedriger als der Durchschnitt der Hauptagentur Emden.

### Landwirtschaft

Kochen der Krabben auf einem Greetsieler Kutter

Die Krummhörn wird vorwiegend landwirtschaftlich genutzt, wobei dem Ackerbau wie auch der Viehhaltung gleichermaßen Bedeutung zukommt. Deichbau und Melioration ermöglichten die landwirtschaftliche Nutzung des Gebiets, das zuvor der Tide ausgesetzt war. Die Marsch gilt zum Großteil als sehr fruchtbar. Entsprechend der geologischen Zusammensetzung des Bodens wird dem Ackerbau oder der Milchviehhaltung der Vorzug gegeben. Der Landkreis Aurich lag 2021 auf Platz 14 der größten Milcherzeuger-Landkreis in Deutschland, wozu die Gemeinde Krummhörn als der Fläche nach zweitgrößte des Landkreises in hohem Maße beiträgt. In jüngster Zeit litten die Milchbauern der Krummhörn stark unter dem Preisverfall für Milch und deren Produkte. Schafe spielen insbesondere bei der Deicherhaltung eine Rolle: Sie halten die Grasnarbe niedrig und trampeln mit ihren Hufen den Boden fest.
Unter den Nutzpflanzen herrschen vor allem Weizen und Raps vor, in geringerem Umfang auch Kartoffeln, Zuckerrüben und Sonderkulturen. Einzelne Höfe haben sich auf biologisch erzeugte Produkte spezialisiert und entsprechenden Vermarktungsorganisationen angeschlossen. Zusatzeinkommen verschaffen sich manche Landwirte durch die Aufstellung von Windenergie- oder Photovoltaikanlagen oder durch Zimmervermietung. Fischereiwirtschaftlich hat der Ortsteil Greetsiel mit seiner Flotte von 27 Krabbenkuttern Bedeutung. Der Ort zählt damit zu den größeren deutschen Kutterhäfen.

### Tourismus
In den Sommermonaten und zu einzelnen Perioden des Winterhalbjahres (etwa Weihnachten/Jahreswechsel oder Karneval) ist der Tourismus von Bedeutung. Die Gemeinde Krummhörn verbucht jährlich mehr als 400.000 Übernachtungen sowie rund eine Million Tagesgäste. Touristischer Schwerpunkt ist das Siel- und Fischerdorf Greetsiel, Beherbergungsmöglichkeiten finden sich aber auch in allen anderen Dörfern der Gemeinde, darunter in Upleward und in Campen Campingplätze. Wohnmobil-Stellplätze gibt es auf diesen Plätzen sowie in Greetsiel und – in bescheidenerem Umfang von zwei Plätzen – in Rysum. Hotels finden sich vornehmlich in Greetsiel, private Pensionen jedoch in allen Dörfern der Gemeinde. Ferienhäuser sind in allen Ortsteilen zu finden, schwerpunktmäßig jedoch in Greetsiel. Darüber hinaus vermieten Landwirte Zimmer auf ihren Höfen.
Ein Kurverein wurde in Greetsiel bereits 1911 gegründet. Der Tourismus hat sich jedoch erst nach dem Zweiten Weltkrieg zu einem wichtigen Wirtschaftszweig entwickelt. Ausgehend von Bensersiel, verstärkten die Sielorte – und damit auch Greetsiel – ihre Bemühungen um Gäste. In der Saison 1979/1980 (1. Oktober 1979 bis 30. September 1980) wurden in Greetsiel etwas mehr als 155.000 Übernachtungen gezählt. Bis 1990 steigerte sich die Zahl auf rund 254.000. In den typischen Warftorten hingegen ist der Tourismus erst seit den 1980er Jahren ausgeprägt. Von den rund 400.000 Übernachtungen in der Krummhörn entfallen rund drei Viertel auf Greetsiel.
Von Greetsiel aus werden per Boot Ausflugsfahrten ans Leysiel und über die Kanäle der Krummhörn angeboten. Das Nationalparkhaus in Greetsiel offeriert zudem Wattwanderungen, Radwanderungen, Vogelbeobachtungen und weitere Aktionen. Neueren Datums ist die Entwicklung des Kulturtourismus. Dabei spielen die historischen Gebäude, vor allem Kirchen und ihre Orgeln, eine wichtige Rolle. Auch Veranstaltungen wie der Krummhörner Orgelfrühling (siehe Veranstaltungen) ziehen Touristen an.

### Verkehr

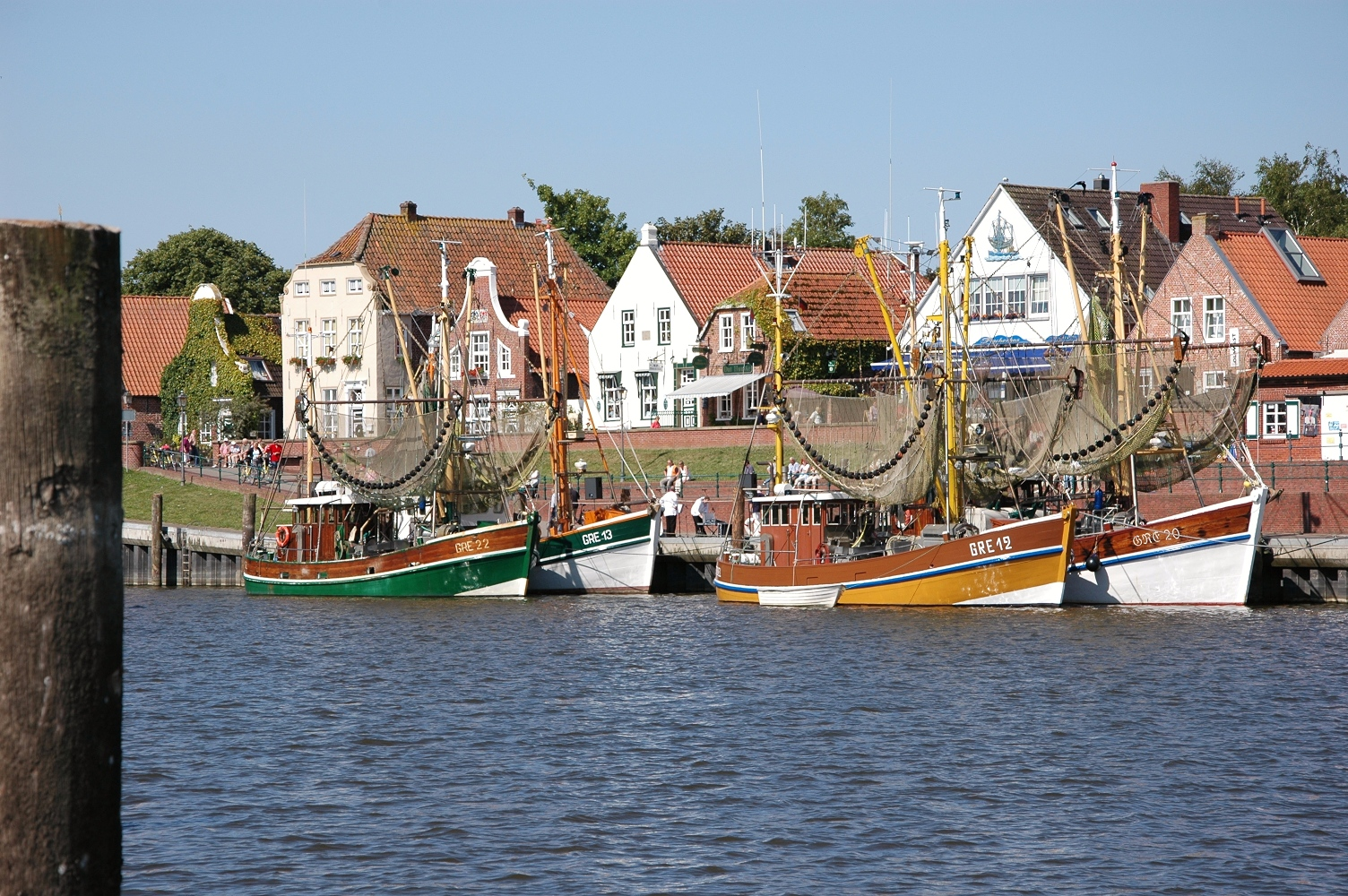
Der Hafen von Greetsiel

Die Gemeinde Krummhörn liegt abseits der Hauptverkehrswege. Jahrhundertelang waren die natürlichen Tiefs und die Entwässerungskanäle, die die Krummhörn in einem dichten Netz durchziehen, der wichtigste Verkehrsträger. Über Gräben und Kanäle waren nicht nur die Dörfer, sondern auch viele Hofstellen mit der Stadt Emden und dem Hafenort Greetsiel verbunden. Die Tiefs dienen heute neben der Entwässerung vor allem Bootsausflüglern.
Wege und Straßen hingegen waren bis ins frühe 20. Jahrhundert nur schlecht ausgebaut. Dies lag zum einen an den schwierigen Boden- und Entwässerungsverhältnissen, zum anderen auch an finanziellen Mängeln. Für das 18. Jahrhundert wird beispielsweise berichtet: „Von Emden nach Greetsiel. Der Weg führt über Harsweg, Hinte, Wichhusen, Cirkwehrum, Damhusen, Dykhusen, Visquard und Appingen nach Greetsiel. Länge 3½ Stunden. Der Weg verläuft ganz auf Kleiboden. Er ist zwischen Hinte und Harsweg, Dykhusen und Appingen niedrig und wird häufig bei hohem Winterwasser überschwemmt.“
Durch die Gemeinde verlaufen die Landesstraßen 2, 3, 4, 25 und 27. Die L 2 ist auf einem längeren Abschnitt noch mit alten Betondecken versehen. Verkehrsknotenpunkt ist Pewsum. Die L 2 führt von Emden über Rysum nach Pewsum, die L 3 von Emden über Hinte nach Pewsum und die L 4 von Norden über Eilsum nach Pewsum. Um die enge Pewsumer Ortsdurchfahrt zu entlasten, ließen das Land Niedersachsen, der Landkreis Aurich sowie die Gemeinde in den Jahren von 2010 bis 2012 eine südliche Umgehungsstraße anlegen. Die L 25 verbindet Eilsum mit Greetsiel, die L 27 führt von Greetsiel in Richtung Norden. Die wenigen Dörfer, die nicht an einer Landesstraße liegen, werden über Kreisstraßen angebunden. Die nächstgelegenen Autobahn-Anschlussstellen liegen an der A 31 (Emden-Bottrop) auf Emder Stadtgebiet. Von Bedeutung sind hier besonders die Anschlussstellen 1 (Emden-West) und 2 (Pewsum/Emden-Conrebbersweg). Die L 2 einerseits sowie eine Kreisstraße und die L 3 andererseits verbinden die beiden Anschlussstellen mit dem Krummhörner Gemeindegebiet.

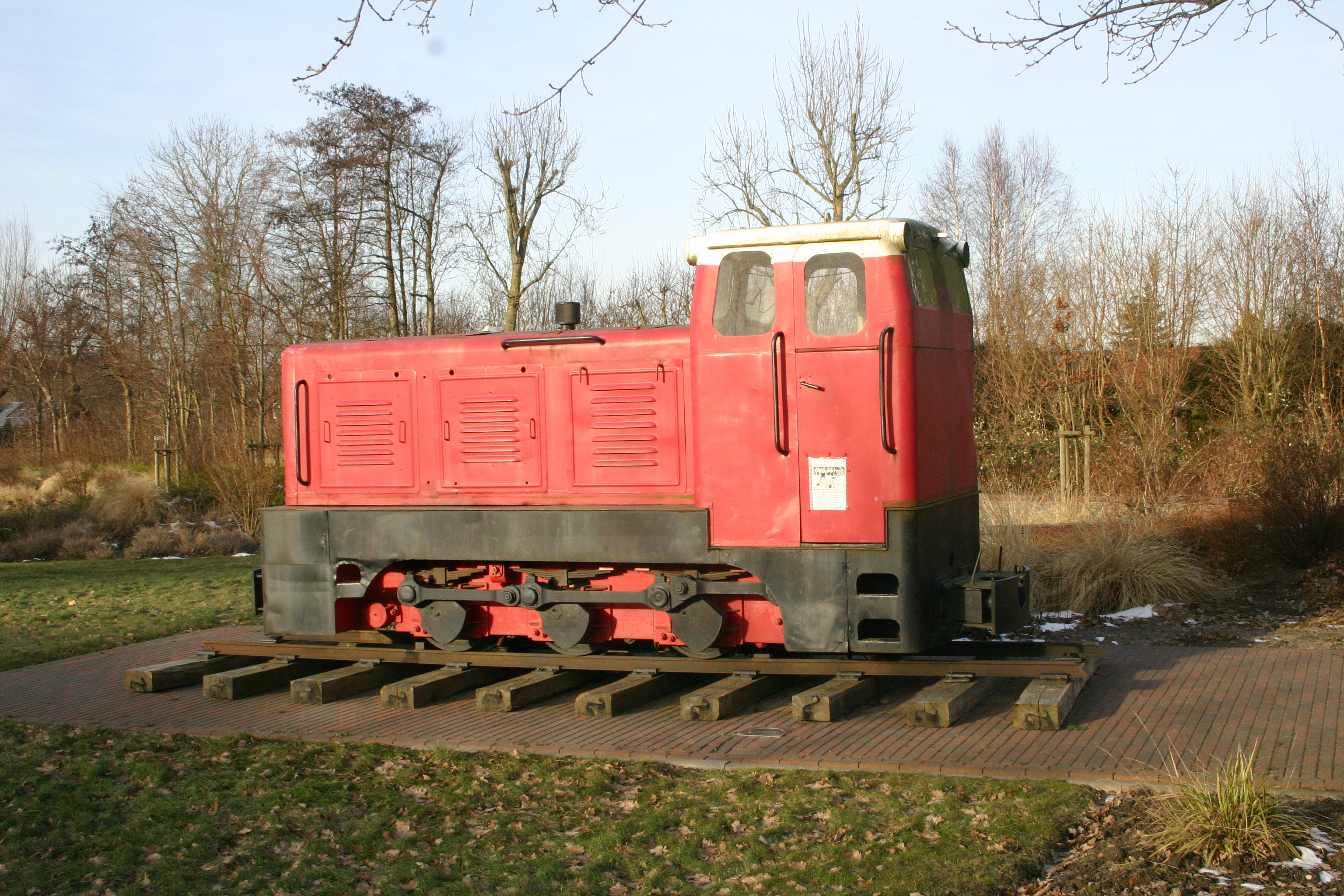
Schmalspur-Diesellok aus der DDR, als Denkmal für die Kleinbahn Emden–Greetsiel in Pewsum aufgestellt

Nach Einstellung des Bahnverkehrs auf der Strecke Emden–Greetsiel im Jahr 1963 wird der öffentliche Personennahverkehr durch Busse sichergestellt. Die Beförderung übernimmt seitdem die Bahn-Tochter Weser-Ems Bus. Gut getaktete, tägliche Verbindungen bestehen von Greetsiel über Pewsum nach Emden (421), von Pewsum über Rysum nach Emden (422) sowie von Greetsiel nach Norden (417/418). Bahnhöfe für den Fernverkehr finden sich in den Nachbarstädten Emden und Norden sowie in Marienhafe (Samtgemeinde Brookmerland). Dort verkehren Regionalzüge der Linie Norddeich–Hannover und InterCitys nach Köln und Leipzig/Berlin/Cottbus. In Marienhafe halten nur die InterCitys nach Leipzig/Berlin/Cottbus und die Regionalzüge.
Die nächstgelegenen zivilen Flugplätze befinden sich in Emden und Norddeich, wobei letzterer ausschließlich der Inselversorgung dient. Der nächstgelegene internationale Verkehrsflughafen ist derjenige in Bremen. Der Greetsieler Hafen ist für die dortige Kutterflotte Heimathafen und dient zudem dem individuellen Bootstourismus wie auch dem Ausflugsverkehr. Fähren verkehren dort jedoch nicht. Um den Hafen tideunabhängig zu machen, wurde die 1991 fertiggestellte Landzunge Leyhörn inklusive einer Seeschleuse gebaut.
Es gibt ein flächendeckendes ausgeschildertes Radwegenetz. Für Radwanderer wurden mehrere Rundfahrten, die größtenteils über ruhige Nebenstraßen führen, angelegt. Eine davon führt durch alle 19 Dörfer der Krummhörn und kommt auf eine Gesamtlänge von 63 Kilometern. Der Nordseeküsten-Radweg führt durch die Dörfer Rysum, Loquard, Hamswehrum, Groothusen, Manslagt, Pilsum und Greetsiel.

### Öffentliche Einrichtungen
Pewsum ist Sitz des I. Entwässerungsverbandes Emden und auch Sitz der Deichacht Krummhörn. Der Entwässerungsverband ist zuständig für ein Gebiet, das von der südwestlichen Spitze Ostfrieslands an der Knock bis auf das Auricher Stadtgebiet reicht. Die Deichacht ist zuständig für die Seedeiche zwischen dem Emder Stadtteil Borssum und dem Störtebekerdeich bei Leybuchtpolder. Sitz der Gemeindeverwaltung ist ebenfalls Pewsum.
In Greetsiel und in Campen befinden sich je eine von rund 1800 Messstellen des Radioaktivitätsmessnetzes des Bundesamts für Strahlenschutz (BfS). Die Messstation erfasst die Gamma-Ortsdosisleistung (ODL) am Messort und sendet die Daten an das Messnetz. Die über 24 Stunden gemittelten Daten können direkt im Internet abgerufen werden.
Weitere öffentliche Einrichtungen gibt es in der Krummhörn nicht. Das zuständige Finanzamt befindet sich in Emden, desgleichen das Amtsgericht. Die Auricher Kreisverwaltung unterhält in der Nachbarstadt Norden zudem eine Außenstelle für häufig nachgefragte öffentliche Dienstleistungen des Kreises.

### Medien
Die Krummhörn liegt im Verbreitungsgebiet dreier Tageszeitungen: Ostfriesen-Zeitung, Emder Zeitung und Ostfriesischer Kurier. Deutlich führend ist dabei die in Leer herausgegebene Ostfriesen-Zeitung, die in der Gemeinde werktäglich mehr als 2000 Exemplare verbreitet und als einzige ostfriesische Tageszeitung in der gesamten Region Ostfriesland mit Lokalausgaben vertreten ist. Die Emder Zeitung und der in Norden erscheinende Ostfriesische Kurier kommen je auf kleinere dreistellige Absatzzahlen in der Gemeinde. Der geografischen Ausrichtung folgend, liegt der Schwerpunkt der Emder Zeitung eher im Süden und der des Ostfriesischen Kuriers eher im Norden des Gemeindegebietes. Daneben erscheint zweimal pro Woche ein Anzeigenblatt aus dem Verlag der Emder Zeitung: Mittwochs erscheint es als Heimatblatt, sonntags als Sonntagsblatt. Aus der Gemeinde berichtet zudem der Bürgerrundfunk-Sender Radio Ostfriesland.
Die Krummhörn ist vor einigen Jahren als Drehort für Fernsehsendungen entdeckt worden. Unter anderem wurde dort für Konzerte, Dokumentationen und Spielfilme gedreht.

### Bildung
In der Gemeinde gibt es vier Grundschulen: in Pewsum, Greetsiel (Ubbo-Emmius-Schule), Jennelt und Loquard. Besonderheit der Loquarder Grundschule ist, dass sie in einem ehemaligen Gulfhof untergebracht ist. Im Hauptort Pewsum wurde im Jahr 2011 eine Integrierte Gesamtschule gegründet. Die nächstgelegenen Gymnasien befinden sich in Norden (Ulrichsgymnasium) und Emden (Johannes-Althusius-Gymnasium). In Emden, Norden und Aurich befinden sich auch Berufsbildende Schulen. Eine Fachhochschule befindet sich im benachbarten Emden, die nächstgelegene Universität in Oldenburg. Auf dem Sektor der Erwachsenenbildung unterhält die Kreisvolkshochschule Norden eine Außenstelle in Pewsum.

## Persönlichkeiten

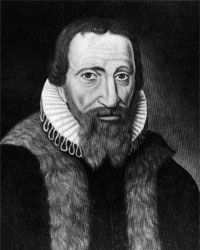
Ubbo Emmius

Die berühmtesten Söhne der (seit 1972 bestehenden) Gemeinde sind der Universalgelehrte und Gründungsrektor der Universität Groningen, Ubbo Emmius (1547–1625), der in Greetsiel geboren wurde, sowie Graf Edzard der Große (1461–1528) aus demselben Geburtsort. Der Chronist Eggerik Beninga aus Grimersum lebte ungefähr zur selben Zeit wie Edzard der Große. Der Reformator Andreas Bodenstein wirkte im 16. Jahrhundert einige Monate in Pilsum. Der Adlige Dodo zu Innhausen und Knyphausen war bedeutender Feldherr während des Dreißigjährigen Krieges und lebte in Jennelt. Enne Heeren Dirksen (1788–1850), Mathematik-Professor an der Berliner Universität, stammte aus Eilsum. Der Begründer der Reemtsma-Zigarettenfabrik, Bernhard Reemtsma, wurde 1857 in Sielmönken geboren.
Hermine Heusler-Edenhuizen (1872–1955) aus Pewsum war 1911 die erste offiziell anerkannte und niedergelassene Frauenärztin in Deutschland. Ebenfalls aus Pewsum stammte der evangelische Theologe Jan Badewien (1947–2021), welcher verschiedene leitende Positionen in der Badischen Landeskirche und der EKD bekleidete. Der Maler Diedrich Janßen-Jennelt wurde in Groothusen geboren und lebte später lange in Jennelt. Die Familie des Disney-Zeichners Ub Iwerks (1901–1971) stammte ursprünglich aus Uttum; Iwerks Eltern wanderten – wie so viele Krummhörner jener Zeit – in die USA aus. Harry Westermann, Jurist und zeitweise Rektor der Westfälischen Wilhelms-Universität Münster, wurde 1909 in Grimersum geboren. Der Atomphysiker und zeitweilige Vorsitzende der Reaktor-Sicherheitskommission Dieter Smidt (1927–1998) war gebürtiger Rysumer.
Aus Grimersum stammte Hinrich Swieter (1939–2002). Er war Landrat, niedersächsischer Landtagsabgeordneter und von 1990 bis 1996 niedersächsischer Finanzminister. Jann Jakobs (* 1953), Potsdamer Oberbürgermeister von 2002 bis 2018, ist ein gebürtiger Eilsumer. Aus Upleward stammt der Bankmanager David Folkerts-Landau (* 1949). Die Malerin, Grafikerin und Skulptoristin Kriso ten Doornkaat lebt und arbeitet in Rysum. Auch der Schulleiter und Politiker Carl Ewen lebte bis 2022 in Krummhörn.

## Sonstiges
Die Evolutionsbiologen Jan Beise und Eckart Voland untersuchten Kirchenbücher der Gegend um die Krummhörn aus den Jahren 1720 bis 1874, um Erklärungen für die lange Lebensspanne von Frauen nach der Menopause im Verhältnis zu den meisten anderen Säugetieren zu finden. Dabei haben sie herausgefunden, dass die Hilfe von Großmüttern in einem Familienhaushalt zwar nicht die durchschnittliche Fruchtbarkeit erhöhte, jedoch die Kindersterblichkeit senkte. Dies galt nach den Kirchenbüchern und den Berechnungen der Wissenschaftler ausschließlich für Großmütter mütterlicherseits. Bei Großmüttern väterlicherseits verringerte sich die Überlebenswahrscheinlichkeit der Kinder.